# Musikjahr 2024
Liste der Musikjahre

◄◄ | ◄ | 2020 | 2021 | 2022 | 2023 | Musikjahr 2024 | 2025

Weitere Ereignisse
Dieser Artikel behandelt das Musikjahr 2024.

## Ereignisse

### Populäre Musik
- 04. Februar: Grammy Awards 2024 (66. Verleihung)
- 07. April: Die deutsche Singer-Songwriterin Madeline Juno startet ihre Tour zu Besuch.
- 17. Mai: Die australische Band AC/DC startet in Gelsenkirchen ihre Power Up Tour.
- 30. Mai: Die US-amerikanische Punkrock-Band Green Day startet in Santiago de Compostela ihre The Saviors Tour.
- 19. Juli: Die US-amerikanische Groove-Metal-Band Lamb of God und die Progressive-Metal-Band Mastodon starten in Grand Prairie ihre Co-Headlinertournee Ashes of Leviathan.
- 02. August: Die britische Pop-Sängerin Adele startet in München ihre Dauershow Adele in Munich. Für die insgesamt zehn Auftritte bis 31. August 2024 wurde auf dem Gelände der Messe München ein eigenes temporäres Stadion für bis zu 75.000 Besucher erbaut.
- 27. August: Zum 30. Jahrestag der Veröffentlichung des Albums Definitely Maybe gibt die britische Rockband Oasis bekannt, künftig wieder zusammen aufzutreten. Für den Sommer 2025 sind Konzerte in Cardiff, Manchester, London, Edinburgh und Dublin angekündigt.
- 24. September: Die US-amerikanischen Sängerin und Songwriterin Billie Eilish startet in Quebec City ihre Hit Me Hard and Soft: The Tour.
- 14. November: Die deutsche Pop- und Schlagersängerin Vanessa Mai startet ihre Zuhause bei Dir Tour.
- 07. Dezember: Das japanische Popmusik-Duo Yoasobi startet in Incheon seine Chō-genjitsu Asia Tour.

### Klassische Musik und Musiktheater
- 01. Januar: Das Neujahrskonzert der Wiener Philharmoniker 2024 war das 84. Neujahrskonzert der Wiener Philharmoniker sein und fand im Wiener Musikverein statt. Dirigent war zum zweiten Mal Christian Thielemann, der das Konzert bereits 2019 geleitet hat.[1]
- 10. Februar: Die Oper Die Jüdin von Toledo von Detlev Glanert (Musik) mit einem Libretto von Hans-Ulrich Treichel frei nach Franz Grillparzers Trauerspiel Die Jüdin von Toledo wird in der Semperoper Dresden uraufgeführt.
- 03. März: Uraufführung der Oper Dora von Bernhard Lang (Musik) mit einem Libretto von Frank Witzel in der Staatsoper Stuttgart.
- 15. September: Uraufführung der Oper Wir pfeifen auf den Gurkenkönig von Samuel Penderbayne (Musik) auf ein Libretto von Christian Schönfelder im Opernhaus Zürich.
- 19. September: Die Ganz kleine Nachtmusik, eine Serenade in C-Dur KV 648, auch Serenate ex C, von Wolfgang Amadeus Mozart wird in Salzburg uraufgeführt. Das Werk wurde wahrscheinlich zwischen 1766 und 1769 von ihm als Jugendlicher komponiert.
- 17. November: Die Oper In 80 Tagen um die Welt von Jonathan Dove (Musik) auf ein Libretto von Peter Lund wird im Opernhaus Zürich uraufgeführt.
- Das Musical Rex Gildo – Das Musical von Rosa von Praunheim wird unter der Regie von Heiner Bomhard am Theater Münster uraufgeführt.
- Der in Deutschland lebenden südkoreanischen Komponistin Chin Un-suk ist der Ernst von Siemens Musikpreis zuerkannt worden.

### Film und Fernsehen
- 1-800-On-Her-Own – Dokumentarfilm der US-amerikanischen Regisseurin Dana Flor über das Leben und Wirken der amerikanischen Singer-Songwriterin Ani DiFranco
- ABBA – Die ganze Geschichte – schwedischer Dokumentarfilm von James Rogan über die Band ABBA
- Avicii – Ich heiße Tim – schwedischer Dokumentarfilm über das Leben des DJs Avicii von Regisseur Henrik Burman
- Bach – Ein Weihnachtswunder – deutsch-österreichischer Fernsehfilm von Florian Baxmeyer
- Back to Black – Filmbiografie über die britische Sängerin Amy Winehouse von Sam Taylor-Johnson mit Marisa Abela
- Barbara Morgenstern und die Liebe zur Sache – Dokumentarfilm von Sabine Herpich
- Beatles ’64 – US-amerikanischer Dokumentarfilm über die Beatles von David Tedeschi
- Better Man – Die Robbie Williams Story – Filmbiografie über den britischen Sänger Robbie Williams von Michael Gracey
- Bolero – französisch-belgische Filmbiografie von Anne Fontaine
- Daughters – Dokumentarfilm von Angela Patton und Natalie Rae
- Der leere Raum – Musikfilm von Ray van Zeschau zum gleichnamigen Titel der Freunde der italienischen Oper
- Die schöne Rebellin – italienisches Film-Drama unter der Regie von Cinzia Th. Torrini, basierend auf Cazzi miei, der Autobiografie von Gianna Nannini
- Disko 76 – sechsteilige Miniserie
- Drama Queens – französisch-belgischer Musical-Spielfilm von Alexis Langlois
- Elton John: Never Too Late – US-amerikanisch-britischer Dokumentarfilm von R. J. Cutler und David Furnish
- Emilia Pérez – Musicalthriller von Jacques Audiard
- Find Me Falling – US-amerikanisch-zypriotische romantische Komödie von Stelana Kliris
- Girls Band Cry – Anime-Fernsehserie und Multimedia-Projekt des Animationsstudios Toei Animation
- Gloria! – Historienfilm über eine Gruppe junger Musikerinnen, die im Italien des 18. Jahrhunderts die Popmusik erfinden
- Ich bin: Celine Dion – US-amerikanischer Dokumentarfilm von Irene Taylor Brodsky
- Instruments of a Beating Heart – japanischer Kurz-Dokumentarfilm von Ema Ryan Yamazaki
- Kneecap – Film, der eine teils fiktive Entstehungsgeschichte des echten Rap-Trios Kneecap erzählt
- Like A Complete Unknown – US-amerikanischer Spielfilm von James Mangold über den Beginn der Karriere des US-amerikanischen Singer-Songwriters Bob Dylan
- Mean Girls – Der Girls Club – US-amerikanischer Spielfilm von Samantha Jayne
- Moana 2 – Musical-Fortsetzung des ersten Films in 2016 unter der Regie von David Derrick Jr., Jason Hand, and Dana Ledoux Miller, erschienen am 28. November 2024 (Deutschland)
- Música – romantische Musikkomödie von Rudy Mancuso
- Pavements – experimenteller Musik-Biopic-Konzertfilm von Alex Ross Perry
- Polvo serán – Musikfilm von Carlos Marques-Marcet
- Resynator – Dokumentarfilm von Alison Tavel
- Rite Here Rite Now – schwedischer Musikfilm der Band Ghost
- Schmutziges Pop-Geschäft: Der Boy-Band-Betrug – US-amerikanische Miniserie
- Segundo premio – Filmdrama von Isaki Lacuesta und Pol Rodríguez
- That’s Allright Mama – Musikkurzfilm von Ray van Zeschau mit Musik von The Distorted Elvises
- The Greatest Hits – romantische Fantasy-Tragikomödie von Ned Benson
- The Greatest Night in Pop – Musikdokumentation von Bao Nguyen.über die Entstehungsgeschichte und den musikalischen Prozess des Popsongs We Are the World und dessen Aufnahme im Jahr 1985
- We Forgot to Break Up – Filmdrama von Karen Knox
- Wicked – durch Jon M. Chu inszenierte Filmadaption des Musicals Wicked – Die Hexen von Oz

## Musikcharts

### Deutschland
| Singles                                                      | Position | Alben                                      |
| ------------------------------------------------------------ | -------- | ------------------------------------------ |
|                                                              |          |                                            |
| I Like the Way You Kiss Me Artemas                           | 1        | The Tortured Poets Department Taylor Swift |
| Wunder Ayliva feat. Apache 207                               | 2        | Hit Me Hard and Soft Billie Eilish         |
| Beautiful Things Benson Boone                                | 3        | From Zero Linkin Park                      |
| Stumblin’ In Cyril                                           | 4        | In Liebe Ayliva                            |
| Vois sur ton chemin (Techno Mix) Bennett                     | 5        | Schwarzes Herz Ayliva                      |
| Prada Cassö, Raye & D-Block Europe                           | 6        | Utopia Travis Scott                        |
| Zeit, dass sich was dreht Soho Bani feat. Herbert Grönemeyer | 7        | Glas Nina Chuba                            |
| Komet Udo Lindenberg & Apache 207                            | 8        | 1989 (Taylor’s Version) Taylor Swift       |
| Belong Together Mark Ambor                                   | 9        | Die Hoffnung klaut mir niemand Kontra K    |
| Overdrive Ofenbach feat. Norma Jean Martine                  | 10       | Lover Taylor Swift                         |

- Taylor Swifts The Tortured Poets Department erzielte die beste Album-Startwoche seit 2022 und ist das meistverkaufte Album eines internationalen Acts innerhalb einer Woche seit Ende 2021 und eines Solo-Acts seit 2017.
- Ayliva feat. Apache 207s Wunder brach mit 3,3 Millionen Streaming-Abrufen den Rekord für den meistgestreamten Titel am Veröffentlichungstag und erreichte schließlich Platz eins der deutschen Singlecharts.[2]

Die längsten Nummer-eins-Singles
Lieder, die die meiste Zeit während eines anderen Jahres auf Platz 1 der Charts verbrachten, werden hier nicht aufgeführt.
1. Linkin Park – The Emptiness Machine (11 Wochen)
2. Ayliva feat. Apache 207 – Wunder (7 Wochen)
3. Shirin David – Bauch Beine Po (6 Wochen)

Die längsten Nummer-eins-Alben
Alben, die die meiste Zeit während eines anderen Jahres auf Platz 1 der Charts verbrachten, werden hier nicht aufgeführt.
1. Taylor Swift – The Tortured Poets Department (4 Wochen)

Alle weiteren Alben waren entweder eine oder zwei Wochen auf Platz 1 gelistet.
Alle Nummer-eins-Hits und die Hits des Jahres

### Österreich
| Singles                                  | Position | Alben                                      |
| ---------------------------------------- | -------- | ------------------------------------------ |
|                                          |          |                                            |
| Beautiful Things Benson Boone            | 1        | The Tortured Poets Department Taylor Swift |
| I Like the Way You Kiss Me Artemas       | 2        | Hit Me Hard and Soft Billie Eilish         |
| Stumblin’ In Cyril                       | 3        | From Zero Linkin Park                      |
| Lose Control Teddy Swims                 | 4        | Utopia Travis Scott                        |
| Unwritten Natasha Bedingfield            | 5        | 1989 (Taylor’s Version) Taylor Swift       |
| Belong Together Mark Ambor               | 6        | Moon Music Coldplay                        |
| Too Sweet Hozier                         | 7        | Lover Taylor Swift                         |
| Vois sur ton chemin (Techno Mix) Bennett | 8        | Midnights Taylor Swift                     |
| Prada Cassö, Raye & D-Block Europe       | 9        | Born to Die Lana Del Rey                   |
| A Bar Song (Tipsy) Shaboozey             | 10       | Reputation Taylor Swift                    |

Die längsten Nummer-eins-Singles
Lieder, die die meiste Zeit während eines anderen Jahres auf Platz 1 der Charts verbrachten, werden hier nicht aufgeführt.
1. Artemas – I Like the Way You Kiss Me (12 Wochen)
2. Linkin Park – The Emptiness Machine (11 Wochen)
3. Benson Boone – Beautiful Things (7 Wochen)

Die längsten Nummer-eins-Alben
Alben, die die meiste Zeit während eines anderen Jahres auf Platz 1 der Charts verbrachten, werden hier nicht aufgeführt.
1. Taylor Swift – The Tortured Poets Department (6 Wochen)
2. Billie Eilish – Hit Me Hard and Soft; Linkin Park – From Zero (jeweils 3 Wochen)

Alle weiteren Alben waren entweder eine oder zwei Wochen auf Platz 1 gelistet.
Alle Nummer-eins-Hits und die Hits des Jahres

### Schweiz
| Singles                                      | Position | Alben                                          |
| -------------------------------------------- | -------- | ---------------------------------------------- |
|                                              |          |                                                |
| Beautiful Things Benson Boone                | 1        | The Tortured Poets Department Taylor Swift     |
| Lose Control Teddy Swims                     | 2        | Hit Me Hard and Soft Billie Eilish             |
| Gata Only Floyymenor & Cris MJ               | 3        | Loch dür Zyt Züri West                         |
| I Like the Way You Kiss Me Artemas           | 4        | Moon Music Coldplay                            |
| Another Love Tom Odell                       | 5        | From Zero Linkin Park                          |
| Belong Together Mark Ambor                   | 6        | Utopia Travis Scott                            |
| Espresso Sabrina Carpenter                   | 7        | 1989 Taylor Swift                              |
| Stumblin’ In Cyril                           | 8        | The Death of Slim Shady (Coup de Grâce) Eminem |
| The Sound of Silence (Cyril Remix) Disturbed | 9        | Jahreszyte Heimweh                             |
| Vois sur ton chemin (Techno Mix) Bennett     | 10       | Sour Olivia Rodrigo                            |

Die längsten Nummer-eins-Singles
Lieder, die die meiste Zeit während eines anderen Jahres auf Platz 1 der Charts verbrachten, werden hier nicht aufgeführt.
1. FloyyMenor feat. Cris MJ – Gata Only (11 Wochen)
2. Benson Boone – Beautiful Things (8 Wochen)
3. Linkin Park – The Emptiness Machine; Adam Port & Stryv feat. Keinemusik, Orso & Malachiii – Move; Mariah Carey – All I Want for Christmas Is You (jeweils 6 Wochen)

Die längsten Nummer-eins-Alben
Alben, die die meiste Zeit während eines anderen Jahres auf Platz 1 der Charts verbrachten, werden hier nicht aufgeführt.
1. Billie Eilish – Hit Me Hard and Soft (5 Wochen)
2. Taylor Swift – The Tortured Poets Department; Linkin Park – From Zero; Züri West – Loch dür Zyt (jeweils 4 Wochen)

Alle weiteren Alben waren entweder eine oder zwei Wochen auf Platz 1 gelistet.
Alle Nummer-eins-Hits und die Hits des Jahres

### Vereinigtes Königreich
| Singles                                | Position | Alben                                                 |
| -------------------------------------- | -------- | ----------------------------------------------------- |
|                                        |          |                                                       |
| Stick Season Noah Kahan                | 1        | The Tortured Poets Department Taylor Swift            |
| Beautiful Things Benson Boone          | 2        | The Highlights The Weeknd                             |
| Espresso Sabrina Carpenter             | 3        | Short n’ Sweet Sabrina Carpenter                      |
| Lose Control Teddy Swims               | 4        | Stick Season Noah Kahan                               |
| Too Sweet Hozier                       | 5        | Hit Me Hard and Soft Billie Eilish                    |
| A Bar Song (Tipsy) Shaboozey           | 6        | The Rise and Fall of a Midwest Princess Chappell Roan |
| Birds of a Feather Billie Eilish       | 7        | 50 Years – Don’t Stop Fleetwood Mac                   |
| Good Luck, Babe! Chappell Roan         | 8        | Brat Charli xcx                                       |
| Austin Dasha                           | 9        | Moon Music Coldplay                                   |
| Please Please Please Sabrina Carpenter | 10       | Guts Olivia Rodrigo                                   |

Die längsten Nummer-eins-Singles
Lieder, die die meiste Zeit während eines anderen Jahres auf Platz 1 der Charts verbrachten, werden hier nicht aufgeführt.
1. Sabrina Carpenter – Taste (9 Wochen)
2. Sabrina Carpenter – Espresso; Noah Kahan – Stick Season (jeweils 7 Wochen)
3. Sabrina Carpenter – Please Please Please; Beyoncé – Texas Hold ’Em; Gracie Abrams – That’s So True (jeweils 5 Wochen)

Die längsten Nummer-eins-Alben
Alben, die die meiste Zeit während eines anderen Jahres auf Platz 1 der Charts verbrachten, werden hier nicht aufgeführt.
1. Taylor Swift – The Tortured Poets Department (10 Wochen)
2. Eminem – The Death of Slim Shady (Coup de Grâce) (3 Wochen)

Alle weiteren Alben waren entweder eine oder zwei Wochen auf Platz 1 gelistet.
Alle Nummer-eins-Hits und die Hits des Jahres

### Vereinigte Staaten
| Singles                                                | Position | Alben                                      |
| ------------------------------------------------------ | -------- | ------------------------------------------ |
|                                                        |          |                                            |
| Lose Control Teddy Swims                               | 1        | The Tortured Poets Department Taylor Swift |
| A Bar Song (Tipsy) Shaboozey                           | 2        | 1989 (Taylor’s Version) Taylor Swift       |
| Beautiful Things Benson Boone                          | 3        | One Thing at a Time Morgan Wallen          |
| I Had Some Help Post Malone feat. Morgan Wallen        | 4        | Stick Season Noah Kahan                    |
| Lovin on Me Jack Harlow                                | 5        | For All the Dogs Drake                     |
| Not Like Us Kendrick Lamar                             | 6        | SOS SZA                                    |
| Espresso Sabrina Carpenter                             | 7        | Zach Bryan                                 |
| Million Dollar Baby Tommy Richman                      | 8        | Dangerous: The Double Album Morgan Wallen  |
| I Remember Everything Zach Bryan feat. Kacey Musgraves | 9        | Lover Taylor Swift                         |
| Too Sweet Hozier                                       | 10       | Midnights Taylor Swift                     |

Die längsten Nummer-eins-Singles
Lieder, die die meiste Zeit während eines anderen Jahres auf Platz 1 der Charts verbrachten, werden hier nicht aufgeführt.
1. Shaboozey – A Bar Song (Tipsy) (19 Wochen)
2. Post Malone feat. Morgan Wallen – I Had Some Help (6 Wochen)
3. Jack Harlow – Lovin on Me (5 Wochen)

Die längsten Nummer-eins-Alben
Alben, die die meiste Zeit während eines anderen Jahres auf Platz 1 der Charts verbrachten, werden hier nicht aufgeführt.
1. Taylor Swift – The Tortured Poets Department (17 Wochen)
2. Sabrina Carpenter – Short n’ Sweet (4 Wochen)
3. Morgan Wallen – One Thing at a Time; Tyler, the Creator – Chromakopia (jeweils 3 Wochen)

Alle Nummer-eins-Hits und die Hits des Jahres

### Charts in weiteren Ländern
Siehe auch: Nummer-eins-Hits 2024 in Argentinien,  Australien, Belgien, Brasilien, Bulgarien, Dänemark, Deutschland, Finnland, Frankreich, Griechenland, Indien, Irland, Italien, Japan, Kroatien, Malaysia, Mexiko, Neuseeland, den Niederlanden, Norwegen, Österreich, Polen, Portugal, Rumänien, Schweden, der Schweiz, Singapur, Slowakei, Spanien, Südafrika, Südkorea, Tschechien, Ungarn, den Vereinigten Staaten und im Vereinigten Königreich.

## Musikpreise und Ehrungen

### Amadeus Austrian Music Award
- Album des Jahres: XV von RAF Camora
- Live Act des Jahres: Wanda
- Pop / Rock: Aut of Orda
- FM4 Award: Bipolar Feminin
- Ö3-Song des Jahres: Bei niemand anders von Wanda

Vollständige Liste der Preisträger

### BRIT Awards
- Künstler des Jahres: SZA
- Song des Jahres: Flowers von Miley Cyrus
- Britischer Künstler des Jahres: Raye
- Britischer Song des Jahres: Escapism. von Raye feat. 070 Shake
- Britisches Album des Jahres: My 21st Century Blues von Raye

Vollständige Liste der Preisträger

### Grammy Awards
- Single des Jahres: Flowers von Miley Cyrus
- Album des Jahres: Midnights von Taylor Swift
- Song des Jahres: What Was I Made For? von Billie Eilish
- Bester neuer Künstler: Victoria Monét

Vollständige Liste der Preisträger

### Rock and Roll Hall of Fame
Aufnahme angekündigt am 21. April 2024. Die offizielle Zeremonie war am 19. Oktober 2024.
- Mary J. Blige
- Cher
- Dave Matthews Band
- Foreigner
- Peter Frampton
- Kool & The Gang
- Ozzy Osbourne
- A Tribe Called Quest
- Jimmy Buffett
- MC5
- Dionne Warwick
- Norman Whitfield
- Alexis Korner
- John Mayall
- Big Mama Thornton
- Suzanne de Passe

### Musikwettbewerbe und Castingshows
Eurovision Song Contest
1. Nemo: The Code
2. Baby Lasagna: Rim tim tagi dim
3. Alyona Alyona & Jerry Heil: Teresa & Maria
4. Slimane: Mon amour
5. Eden Golan: Hurricane

- Sanremo-Festival 2024: Angelina Mango mit dem Lied La noia.
- Eurovision Song Contest – Das deutsche Finale 2024: Isaak Guderian mit dem Lied Always on the Run

Castingshows
- The Masked Singer/Staffel 10: Mirja Boes

## Musikfestivals und -tourneen
- 17. März 2023 – 8. Dezember 2024: The Eras Tour
- 7.–9. Juni: Rock am Ring
- 19.–21. Juli: Parookaville
- 31. Juli – 3. August: Wacken Open Air

## Jahresbestenlisten

### Classic Rock
| Bestes Album |
| --- |
| 1. David Gilmour – Luck and Strange 2. Deep Purple – =1 3. MJ Lenderman – Manning Fireworks 4. MC5 – Heavy Lifting 5. Blackberry Smoke – Be Right Here 6. The Cure – Songs of a Lost World 7. The Black Keys – Ohio Players 8. Gary Clark Jr. – Jpeg Raw 9. Amyl and the Sniffers – Cartoon Darkness 10. Judas Priest – Invincible Shield |

### Metal Hammer
| Alben | Soundcheck-Tops |
| --- | --- |
| 01. Judas Priest – Invincible Shield 02. Iotunn – Kinship 03. The Black Crowes – Happiness Bastards 00. The Vision Bleak – Seven Crowns and Seven Seals 05. Ulcerate – Cutting the Throat of God 06. Bruce Dickinson – The Mandrake Project 07. Flotsam & Jetsam – I Am the Weapon 08. Blood Incantation – Absolute Elsewhere 00 Kissin’ Dynamite – Back with a Bang 00 Madder Mortem – Old Eyes, new heart | 01. Judas Priest – Invincible Shield (ø = 5,73) 02. Iotunn – Kinship (ø = 5,25) 03. Chapel of Disease – Echoes of Light (ø = 5,04) 00. Grand Magus – Sunraven (ø = 5,04) 05. Borknagar – Fall (ø = 5,00) 0 Bruce Dickinson – The Mandrake Project (ø = 5,00) 07. Dark Tranquillity – Endtime Signals (ø = 4,92) 00 Opeth – The Last Will and Testament (ø = 4,92) 00 Orange Goblin – Science, Not Fiction (ø = 4,92) 10. The Vision Bleak – Seven Crowns and Seven Seals (ø = 4,88) |

### Laut.de
| Songs | Alben |
| --- | --- |
| 1. Fontaines D.C. – Starbusters 2. Wanda – Bei niemand anders 3. Doechii – Alter Ego with JT 4. Bibiza – Luxusparese 5. Charli xcx – Apple 6. Die Nerven – Das Glas zerbricht und ich gleich mit 7. Nick Cave & The Bad Seeds – Wild God 8. Nia Archives – Silence Is Loud 9. James Blake – Like the End 10. MJ Lenderman – Wristwatch | 1. The Cure – Songs of a Lost World 2. Nick Cave & The Bad Seeds – Wild God 3. International Music – Endless Rüttenscheid 4. Fontaines D.C. – Romance 5. K.I.Z – Görlitzer Park 6. Bibiza – Bis einer weint 7. Charli XCX – Brat 8. Doechii – Alligator Bites Never Heal 9. Nilüfer Yanya – My Method Actor 10. Amyl and the Sniffers – Cartoon Darkness |

### Musikexpress
| Songs | Alben |
| --- | --- |
| 1. Chappell Roan – Good Luck, Babe! 2. Fontaines D.C. – Starbusters 3. Charli XCX feat. Lorde – Girl, So Confusing 4. Billie Eilish – Birds of a Feather 5. Idles – Dancer 6. Beth Gibbons – Tell me Who You Are Today 7. Beyoncé – Texas Hold’em 8. Nilüfer Yanya – Like I Say (I Runaway) 9. Nick Cave – Wild God 10. Ja, Panik – Lost | 1. Charli XCX – Brat 2. Billie Eilish – Hit Me Hard and Soft 3. The Last Dinner Party – Prelude to Ecstasy 4. Beth Gibbons – Lives Outgrown 5. Nick Cave & The Bad Seeds – Wild God 6. Fontaines D.C. – Romance 7. International Music – Endless Rüttenscheid 8. Vampire Weekend – Only God Was Above Us 9. Ja, Panik – Don’t Play with the Rich Kids 10. Mannequin Pussy – I Got Heaven |

### Rolling Stone
| Alben | Singles |
| --- | --- |
| 1. Nick Cave and the Bad Seeds – Wild God 2. Beth Gibbons – Lives Outgrown 3. Adrianne Lenker – Bright Future 4. Billie Eilish – Hit Me Hard and Soft 5. Vampire Weekend – Only God Was Above Us 6. The Cure – Songs of a Lost World 7. Bright Eyes – Five Dices, All Threes 8. Laura Marling – Patterns in Repeat 9. Tindersticks – Soft Issues 10. Tom Liwa – Primzahlen aus dem Bardo | 1. Fontaines D.C. – Starbuster 2. Linkin Park – The Emptiness Machine 3. The Cure – Alone 4. Nick Cave and the Bad Seeds – Wild God 5. The Last Dinner Party – Nothing Matters 6. Billie Eilish – Birds of a Feather 7. David Gilmour – Between Two Points 8. The Cure – A Fragile Thing 9. Kettcar – Auch für mich 6. Stunde 10. Bright Eyes – Bells and Whistles |

### Spiegel
| Alben |
| --- |
| - Billie Eilish – Hit Me Hard and Soft (Pop) - Bruce Liu – The Seasons (Klassik) - Miles Davis Quintet – Miles in France 1963 & 1964: The Bootleg Series Vol. 8 (Jazz) - Beyoncé – Cowboy Carter (Country) - Charli XCX – Brat (Dancefloor) |

### Stern
| Bestseller Album |
| --- |
| 1. Taylor Swift – The Tortured Poets Department 2. Billie Eilish – Hit Me Hard and Soft 3. The Rolling Stones – Hackney Diamonds 4. Judas Priest – Invincible Shield 5. Taylor Swift – 1989 6. Santiano – Doggerland 7. ABBA – Gold 8. Deep Purple – =1 9. David Gilmour – Luck and Strange 10. Reinhard Mey – Nach Haus |

### Süddeutsche Zeitung
| Die fünf, die bleiben | Die fünf, die bleiben |
| Pop | Jazz |
| --- | --- |
| - Bazzazian – 100 Angst - Charli xcx – Brat - Noga Erez – The Vandalist - Justice – Hyperdrama - St. Vincent – All Born Screaming | - Arooj Aftab – Night Reign - Bill Charlap Trio – And Then Again - Alice Coltrane – The Carnegie Hall Concert - Mary Halvorson – Cloudward - Kamasi Washington – Fearless Movement |
| Klassik | Konzerte |
| - Gustav Mahlers Neunte dirigiert von Philipp von Steinaecker - Asmik Grigorian sing Richard Strauss’ „Vier letzte Lieder“ - Der Geiger Augustin Hadelich mit „American Road Trip“ - Raphaël Pichon dirigiert Mozarts Requiem - Ouvertures von German Brass | - Taylor Swift - Adele - Chilly Gonzales - Joana Mallwitz dirigiert in Berlin Lera Auerbachs „Vessels of Light“ - Teodor Currentzis dirigiert die Matthäus-Passion in Salzburg     |
| Oper | |
| - „Sancta“ von Florentina Holzinger (Mecklenburgisches Staatstheater Schwerin) - Richard Wagner, Das Rheingold, Bayerische Staatsoper, Regie: Tobias Kratzer - Mieczysław Weinberg, Der Idiot, Salzburger Festspiele, Regie: Krzysztof Warlikowski, musikalische Leitung Mirga Gražinytė-Tyla - Hèctor Parra, Justice, Oper Genf, Regie Milo Rau - Luigi Nono, Prometeo, Biennale di Venezia | |

## Gedenk- und Jahrestage

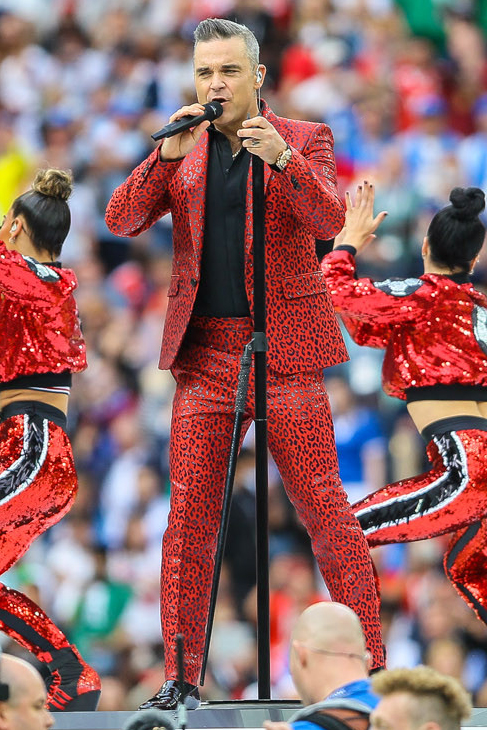
Robbie Williams wird 50 Jahre alt (13. Februar)

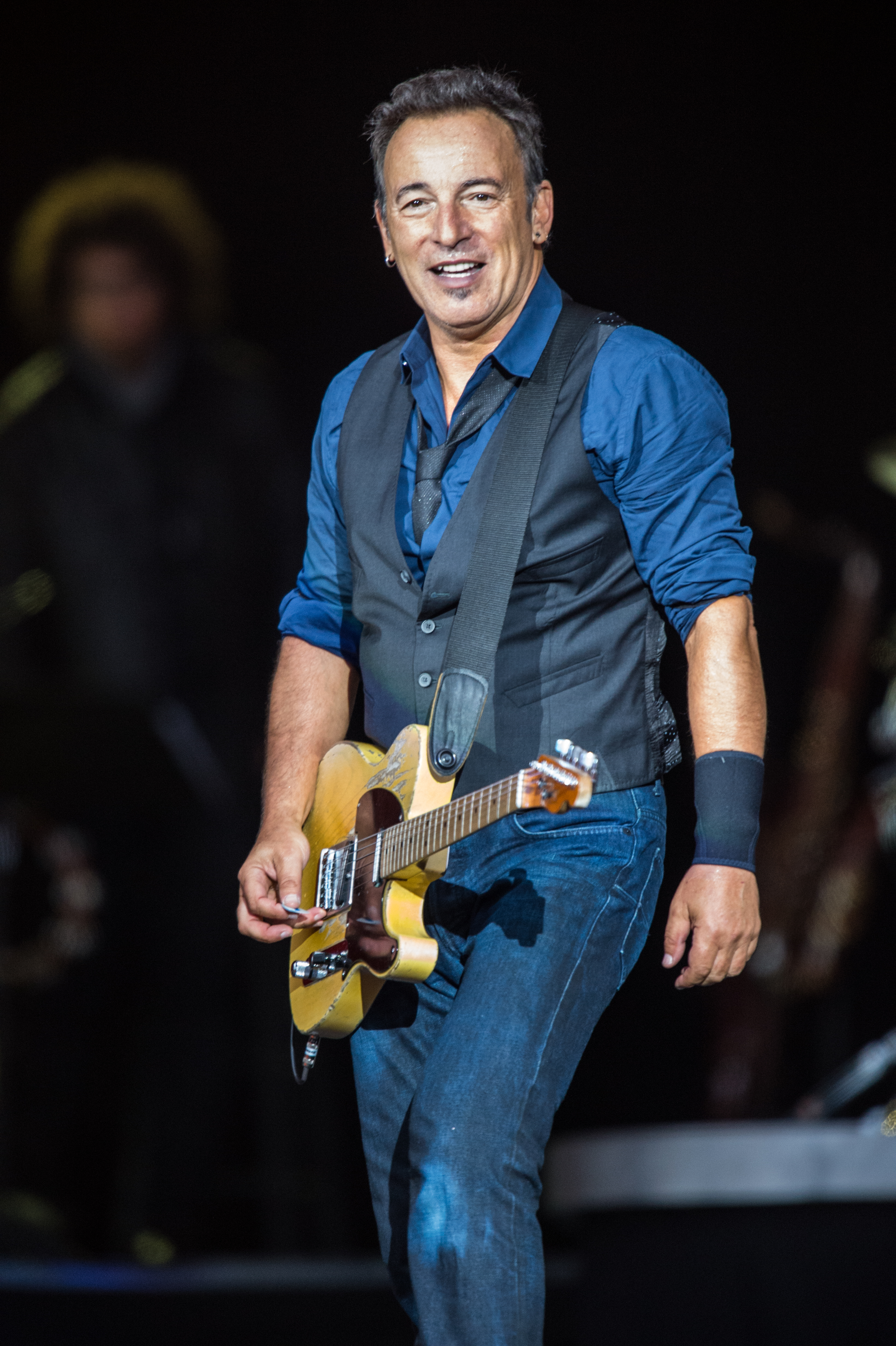
Bruce Springsteen wird 75 Jahre alt (23. September)

- 10. Januar: 100. Geburtstag von Max Roach
- 12. Januar: 50. Geburtstag von Melanie C
- 15. Januar: 100. Geburtstag von Georg Ratzinger
- 17. Januar: 75. Geburtstag von Mick Taylor
- 20. Januar: 10. Todestag von Claudio Abbado
- 22. Januar: 75. Geburtstag von Steve Perry
- 22. Januar: 75. Geburtstag von John Belushi
- 24. Januar: 100. Geburtstag von J. J. Johnson
- 02. Februar: 100. Geburtstag von Sonny Stitt
- 12. Februar: Anlässlich des 100. Jahrestags der Premiere von Rhapsody in Blue erscheint Béla Flecks Adaption „Rhapsody In Blue(grass)“
- 13. Februar: 50. Geburtstag von Robbie Williams
- 02. März: 25. Todestag von Dusty Springfield
- 12. Februar: 100 Jahre Rhapsody in Blue
- 12. März: 25. Todestag von Yehudi Menuhin
- 27. März: 100. Geburtstag von Sarah Vaughan
- 17. April: 50. Geburtstag von Victoria Beckham
- 17. April: 50. Geburtstag von Mikael Åkerfeldt
- 21. April: 50. Geburtstag von Faust
- 21. April: 25. Todestag von Charles Rogers
- 29. April: 125. Geburtstag von Duke Ellington
- 03. Mai: 200. Geburtstag von Bedřich Smetana
- 09. Mai: 75. Geburtstag von Billy Joel
- 18. Mai: 75. Geburtstag von Rick Wakeman
- 19. Mai: 75. Geburtstag von Dusty Hill
- 22. Mai: 100. Geburtstag von Charles Aznavour
- 24. Mai: 50. Todestag von Duke Ellington
- 25. Mai: 100. Geburtstag von Marshall Allen
- 01. Juni: 50. Geburtstag von Alanis Morissette
- 09. Juni: 50. Geburtstag von Samoth
- 11. Juni: 75. Geburtstag von Frank Beard
- 20. Juni: 75. Geburtstag von Lionel Richie
- 19. Juni: 100. Geburtstag von Anneliese Rothenberger
- 12. Juli: 50. Geburtstag von Sharon den Adel
- 17. Juli: 75. Geburtstag von Geezer Butler
- 26. Juli: 75. Geburtstag von Roger Taylor
- 06. August: 100. Geburtstag von Ella Jenkins
- 08. August: 25. Geburtstag von Laura Kamhuber
- 12. August: 75. Geburtstag von Mark Knopfler
- 16. August: 100. Geburtstag von Ralf Bendix
- 25. August: 75. Geburtstag von Gene Simmons
- 04. September: 200. Geburtstag von Anton Bruckner
- 08. September: 75. Todestag von Richard Strauss
- 14. September: 75. Geburtstag von Steve Gaines
- 23. September: 75. Geburtstag von Bruce Springsteen
- 23. Oktober: 75. Geburtstag von Würzel
- 26. Oktober: 25. Todestag von Rex Gildo
- 15. November: 50. Geburtstag von Chad Kroeger
- 29. November: 100. Todestag von Giacomo Puccini
- 02. Dezember: 250. Todestag von Johann Friedrich Agricola
- 03. Dezember: 25. Todestag von Scatman John
- 10. Dezember: 50. Geburtstag von Meg White
- 16. Dezember: 75. Geburtstag von Billy Gibbons
- 17. Dezember: 75. Geburtstag von Paul Rodgers
- 22. Dezember: 75. Geburtstag von Robin und Maurice Gibb

## Erstveranstaltungen
- Pinot and Rock – deutsches Rock-, Pop- und Hardrock-Festival in Breisach am Rhein
- Taiwan International Cello Festival – jährlich stattfindendes Musikfestival, das im Herbst in Taipeh, Kaohsiung und weiteren Städten Taiwans stattfindet

## Gründungen und Auflösungen

### Gründungen
- An Tóramh – US-amerikanische Funeral-Doom-Band aus Minneapolis
- Ay Yola – baschkirische Band aus Ufa
- Bass Reunion – elektronisches Musikprojekt aus Deutschland
- Black Eyed Sons – britische Rock-’n’-Roll-, Hard-Rock- und Glam-Rock-Band
- Bleu Soleil – französisches Elektro-Dub-Duo
- Bruchbude – deutschsprachige Indie-Pop-Band aus Dortmund
- Dämmerland – deutsches Musik- und Hörspielprojekt
- Die Shitlers – deutsche Punkband aus Bochum (Reunion)
- Illit – südkoreanische Girlgroup
- IZNA – südkoreanische Girlgroup
- Lights of Vimana – multinationale Atmospheric-Doom-Band
- Luxembourg Classics – luxemburgisches Musiklabel für klassische Musik und zeitgenössische Musik
- Meovv – südkoreanische Girlgroup
- Raab Entertainment – Medienproduktionsfirma von Stefan Raab und Daniel Rosemann in Hürth
- Unis – südkoreanische Girlgroup
- Veiled Metamorphosis – Funeral-Doom-Band

### Auflösungen
- Die Brasserie – zehnköpfige deutsche Brassband aus Ravensburg
- Klan – Popmusik-Duo um zwei Brüder
- Open Air Pförring (letztmalige Veranstaltung)

## Neuveröffentlichungen (Auswahl)

### Lieder und Kompositionen
| Lied                                     | Text | Musik | Erstinterpret                                                  | Label                                            | Veröffentlichung   | Genre                                | Album                                    | Weitere Informationen                                                 |
| ---------------------------------------- | --- | --- | -------------------------------------------------------------- | ------------------------------------------------ | ------------------ | ------------------------------------ | ---------------------------------------- | --------------------------------------------------------------------- |
| 11:11                                    | Roberto la Lueta Ruiz, Sara Jiménez Moral | Roberto la Lueta Ruiz, Sara Jiménez Moral | Megara                                                         | ndica Entertainment                              | 15. Februar 2024   | Rock                                 |                                          | Beitrag San Marinos beim Eurovision Song Contest 2024                 |
| 21 Gramm                                 | Michael Heinrich, Stefan Heinrich | Michael Heinrich, Stefan Heinrich | Klan feat. Madeline Juno                                       |                                                  | 1. März 2024       | Pop                                  | Das Ende der Welt                        |                                                                       |
| All My Life                              | Ronald Radke, Tyler Smyth, Jason DeFord, Cody Quistad, Jeris Johnson | Ronald Radke, Tyler Smyth, Jason DeFord, Cody Quistad, Jeris Johnson | Falling in Reverse feat. Jelly Roll                            | Epitaph Records                                  | 6. Juni 2024       | Rock, Metalcore, Country-Rock        | Popular Monster                          | Billboard Music Award für Top Hard Rock Song                          |
| All My Love                              | Guy Berryman, Jonny Buckland, Will Champion, Chris Martin, Moses Martin, John Metcalfe                                                                                       | Guy Berryman, Jonny Buckland, Will Champion, Chris Martin, Moses Martin, John Metcalfe                                                                                       | Coldplay                                                       | Parlophone                                       | 3. Oktober 2024    | Softrock                             | Moon Music                               |                                                                       |
| Als ich fortging                         | Udo Jürgens, Michael Kunze | Udo Jürgens, Michael Kunze | Udo Jürgens                                                    | Sony Music                                       | 20. September 2024 | Pop                                  | udo 90                                   |                                                                       |
| Always on the Run                        | Isaak Guderian, Leo Jupiter, Kevin Lehr, Greg Taro | Isaak Guderian, Leo Jupiter, Kevin Lehr, Greg Taro | Isaak Guderian                                                 |                                                  | 19. Januar 2024    | Pop                                  |                                          |                                                                       |
| Apt.                                     | Amy Allen, Philip Brody, Park Chae-Young, Rogét Chahayed, Michael Chapman, Nicholas Chinn, Omer Fedi, Șerban Ghenea, Peter Hernandez, Theron Thomas, Henry Walter            | Amy Allen, Philip Brody, Park Chae-Young, Rogét Chahayed, Michael Chapman, Nicholas Chinn, Omer Fedi, Șerban Ghenea, Peter Hernandez, Theron Thomas, Henry Walter            | Rosé feat. Bruno Mars                                          | Atlantic Records                                 | 17. Oktober 2024   | Pop                                  | Rosie                                    |                                                                       |
| Bauch Beine Po                           | Giuseppe di Agosta, Barbara Davidavicius, Lars Hammerstein, Sergen Horoz, Bojan Ivetic, David Kraft, Tim Wilke                                                               | Giuseppe di Agosta, Barbara Davidavicius, Lars Hammerstein, Sergen Horoz, Bojan Ivetic, David Kraft, Tim Wilke                                                               | Shirin David                                                   | Juicy Money Records                              | 25. Juli 2024      |                                      |                                          |                                                                       |
| Beautiful That Way                       | Miley Cyrus, Lykke Li, Andrew Wyatt | Miley Cyrus, Lykke Li, Andrew Wyatt | Miley Cyrus                                                    |                                                  | 9. Dezember 2024   | Filmmusik, Pop                       |                                          | Song aus dem Film The Last Showgirl, Golden-Globe-Nominierung         |
| Beautiful Things                         | Evan Blair, Benson Boone, Jack LaFrantz | Evan Blair, Benson Boone, Jack LaFrantz | Benson Boone                                                   | Night Street Records                             | 18. Januar 2024    | Pop-Rock                             | Fireworks & Rollerblades                 |                                                                       |
| Before the Party’s Over                  | Pierre Dumoulin, Benoit Leclercq, Thomas Mustin, Nina Sampermans, Arianna D’amato, Alloysius Lloyd, Charlotte Clark                                                          | Pierre Dumoulin, Benoit Leclercq, Thomas Mustin, Nina Sampermans, Arianna D’amato, Alloysius Lloyd, Charlotte Clark                                                          | Mustii                                                         | PIAS Recordings                                  | 20. Februar 2024   | Pop                                  |                                          | Beitrag Belgiens beim Eurovision Song Contest 2024                    |
| Belong Together                          | Mark Ambor | Mark Ambor | Mark Ambor                                                     | Hundred Days Records                             | 16. Februar 2024   | Folk-Pop                             | Rockwood                                 |                                                                       |
| Birds of a Feather                       | Billie Eilish O’Connell, Finneas O’Connell | Billie Eilish O’Connell, Finneas O’Connell | Billie Eilish                                                  | Darkroom, Interscope Records                     | 17. Mai 2024       | New Wave                             | Hit Me Hard and Soft                     |                                                                       |
| Bling-Bang-Bang-Born                     | R-Shitei | DJ Matsunaga | Creepy Nuts                                                    | Sony Music Associated Records                    | 7. Januar 2024     | Hip-Hop, J-Pop, Jersey Club, Anison  |                                          |                                                                       |
| Bur man laimi                            | Aurēlija Rancāne, Laura Līcīte, Asnate Rancāne, Gabriēla Zvaigznīte | Asnate Rancāne, Aurēlija Rancāne, Elvis Lintiņš, Laura Līcīte | Tautumeitas                                                    |                                                  | 14. November 2024  | Folk                                 |                                          |                                                                       |
| Butai ni Tatte                           | Ayase | Ayase | Yoasobi                                                        | SMEJ                                             | 26. Juli 2024      | Rock                                 |                                          |                                                                       |
| Clickbait                                | Ilija Pejović | Ilija Pejović | NeonoeN                                                        | RTCG                                             | 10. November 2024  | Pop                                  | Huk na zvuk NeonoeN-a                    |                                                                       |
| Dance Before We Walk                     | Savan Kotecha, Carl Falk | Savan Kotecha, Carl Falk | Savan Kotecha und Carl Falk                                    |                                                  | März 2024          | Pop                                  |                                          | Song aus dem Film The Idea of You                                     |
| Die with a Smile                         | Dernst Emile II, James Fauntleroy, Stefani Germanotta, Peter Hernandez, Andrew Wotman                                                                                        | Dernst Emile II, James Fauntleroy, Stefani Germanotta, Peter Hernandez, Andrew Wotman                                                                                        | Lady Gaga feat. Bruno Mars                                     | Interscope Records                               | 16. August 2024    | Country-Pop, Soul                    |                                          |                                                                       |
| Dizzy                                    | Olly Alexander | Olly Alexander | Olly Alexander                                                 | Polydor                                          | 1. März 2024       | Pop                                  |                                          | Beitrag des Vereinigten Königreichs beim Eurovision Song Contest 2024 |
| Dobrodošli                               | Violeta Mihajlovska, Boris Subotić | Boris Subotić | Nina Žižić                                                     | Pam, RTCG                                        | 10. November 2024  | Pop                                  |                                          |                                                                       |
| El Mal                                   | Camille, Clément Ducol, Jacques Audiard | Camille, Clément Ducol, Jacques Audiard | Zoe Saldana                                                    | Sony Masterworks                                 | 5. September 2024  | Rap, Rock                            |                                          |                                                                       |
| Esa diva                                 | Alberto Lorite, Melodía Ruiz Gutiérrez | Alberto Lorite, Melodía Ruiz Gutiérrez | Melody                                                         |                                                  | 20. Dezember 2024  | Pop                                  |                                          |                                                                       |
| Espresso                                 | Amy Allen, Julian Bunetta, Sabrina Carpenter, Steph Jones | Amy Allen, Julian Bunetta, Sabrina Carpenter, Steph Jones | Sabrina Carpenter                                              | Island Records                                   | 11. April 2024     | Pop                                  | Short n’ Sweet                           |                                                                       |
| Espresso Macchiato                       | Johannes Naukkarinen, Tomas Tammemets | Johannes Naukkarinen, Tomas Tammemets | Tommy Cash                                                     | Sony Music EntertainmentItalien                  | 7. Dezember 2024   | Novelty Song                         |                                          |                                                                       |
| Europapa                                 | Joost Klein, Donald Ellerström, Paul Elstak, Teun de Kruif, Thijmen Melissant und Tim Haars                                                                                  | Joost Klein, Donald Ellerström, Paul Elstak, Teun de Kruif, Thijmen Melissant und Tim Haars                                                                                  | Joost Klein                                                    |                                                  | 29. Februar 2024   | Pop                                  |                                          | niederländischer Beitrag beim Eurovision Song Contest 2024 in Malmö   |
| Fata Morgana                             | Flo August, Alessandro Frenken, Nina Kaiser, Paul Kernbach, Dennis Opoku | Flo August, Alessandro Frenken, Nina Kaiser, Paul Kernbach, Dennis Opoku | Nina Chuba                                                     | Jive Records                                     | 8. November 2024   | Deutscher Hip-Hop, Pop               | Farbenblind                              |                                                                       |
| Feels Like I’m Falling in Love           | Guy Berryman, Jonny Buckland, Will Champion, Oscar Holter, Jon Hopkins, Apple Martin, Chris Martin, Max Martin, Tim Rutili                                                   | Guy Berryman, Jonny Buckland, Will Champion, Oscar Holter, Jon Hopkins, Apple Martin, Chris Martin, Max Martin, Tim Rutili                                                   | Coldplay                                                       | Parlophone Records                               | 21. Juni 2024      | Alternative Rock, Softrock           |                                          |                                                                       |
| Fighter                                  | Ana Zimmer, Manon Romiti, Silvio Lisbonne | Ana Zimmer, Dardust, Manon Romiti | Tali                                                           | Bel Air Records                                  | 12. Januar 2024    | Pop                                  |                                          |                                                                       |
| Fire                                     | Leonie Burger, Simone Giani, Luca De Gregorio, Brent Kutzle, Tyler Spry, Ryan Tedder, Josh Varnadore, Mattia Vitale, Vitali Zestovskih                                       | Leonie Burger, Simone Giani, Luca De Gregorio, Brent Kutzle, Tyler Spry, Ryan Tedder, Josh Varnadore, Mattia Vitale, Vitali Zestovskih                                       | Leony, Meduza & OneRepublic                                    |                                                  | 10. Mai 2024       | Dance, Pop                           |                                          | offizieller UEFA-Titelsong der Fußball-Europameisterschaft 2024       |
| Firefighter                              | Ada Satka, Darko Dimitrov | Ada Satka, Darko Dimitrov | Nuza Busaladse                                                 | Stop Talking                                     | 11. März 2024      | Pop                                  |                                          | Beitrag Georgiens beim Eurovision Song Contest 2024 in Malmö          |
| Fortnight                                | Jack Antonoff, Austin Post, Taylor Swift | Jack Antonoff, Austin Post, Taylor Swift | Taylor Swift feat. Post Malone                                 | Republic Records                                 | 19. April 2024     | Downbeat, Elektropop, Synthiepop     | The Tortured Poets Department            |                                                                       |
| Friendly Fire                            | Brad Delson, Jonathan Green, Mike Shinoda | Brad Delson, Jonathan Green, Mike Shinoda | Linkin Park                                                    | Warner Music                                     | 23. Februar 2024   | Elektropop                           | Papercuts (Singles Collection 2000–2023) |                                                                       |
| Gaja                                     | Justyna Steczkowska, Emilian Waluchowski, Patryk Kumór | Justyna Steczkowska, Emilian Waluchowski, Patryk Kumór, Dominic Buczkowski-Wojtaszek                                                                                         | Justyna Steczkowska                                            |                                                  | 28. November 2024  | Pop                                  |                                          |                                                                       |
| Good Luck, Babe!                         | Kayleigh Amstutz, Daniel Nigro, Justin Tranter | Kayleigh Amstutz, Daniel Nigro, Justin Tranter | Chappell Roan                                                  | Island Records, KRA Records                      | 5. April 2024      | Pop                                  |                                          |                                                                       |
| Grito                                    | Iolanda Costa, Alberto „Luar“ Hernández | Iolanda Costa, Alberto „Luar“ Hernández | Iolanda                                                        | Universal Music Portugal                         | 18. Januar 2024    | Pop                                  |                                          | Beitrag Portugals beim Eurovision Song Contest 2024                   |
| Heavy Is the Crown                       | Emily Armstrong, Colin Brittain, Brad Delson, Mike Elizondo, Dave Farrell, Joe Hahn, Mike Shinoda                                                                            | Emily Armstrong, Colin Brittain, Brad Delson, Mike Elizondo, Dave Farrell, Joe Hahn, Mike Shinoda                                                                            | Linkin Park                                                    |                                                  | 24. September 2024 | Alternative Rock, Nu Metal, Rap Rock |                                          | Titellied der League of Legends World Championship 2024               |
| Himbeerrot (One Kiss)                    | Christoph Cronauer, Vanessa Mai, Matthias Zürkler | Christoph Cronauer, Vanessa Mai, Matthias Zürkler | Vanessa Mai                                                    | Warner Music                                     | 6. September 2024  | Pop-Schlager                         |                                          |                                                                       |
| Houdini                                  | Marshall Mathers, Anne Dudley, Jeff Bass, Kevin Bell, Malcolm McLaren, Steve Miller, Trevor Horn                                                                             | Marshall Mathers, Anne Dudley, Jeff Bass, Kevin Bell, Malcolm McLaren, Steve Miller, Trevor Horn                                                                             | Eminem                                                         |                                                  | 31. Mai 2024       | Hip-Hop                              | The Death of Slim Shady (Coup de Grâce)  |                                                                       |
| Hurricane                                | Avi Ohayon, Keren Peles, Stav Beger | Avi Ohayon, Keren Peles, Stav Beger | Eden Golan                                                     |                                                  | 10. März 2024      | Ballade                              |                                          | Beitrag Israels beim Eurovision Song Contest 2024                     |
| I Adore You                              | Loris Cimino, Florent Hugel, Daecolm Holland, Ārash Labāf, Maximilian Riehl, Alexander Tidebrink, Tobias Topić                                                               | Loris Cimino, Florent Hugel, Daecolm Holland, Ārash Labāf, Maximilian Riehl, Alexander Tidebrink, Tobias Topić                                                               | Arash, Hugel & Topic feat. Daecolm                             | Capitol Records, Polydor, Virgin Records         | 19. Juli 2024      | Dance                                |                                          |                                                                       |
| I Am Not Okay                            | Jason DeFord, Taylor Phillips, Ashley Gorley, Casey Brown | Jason DeFord, Taylor Phillips, Ashley Gorley, Casey Brown | Jelly Roll                                                     | BBR Music Group                                  | 12. Juni 2024      | Country, Rock                        | Beautifully Broken                       |                                                                       |
| I Don’t Care                             | Twenty4tim | Twenty4tim | Twenty4tim                                                     | Better Now                                       | 2. Februar 2024    | Pop                                  |                                          |                                                                       |
| I Like the Way You Kiss Me               | Toby Daintree, Artemas Diamandis, Jesse Fink, Kevin White | Toby Daintree, Artemas Diamandis, Jesse Fink, Kevin White | Artemas                                                        | Selbstverlag                                     | 19. März 2024      | Dark Wave, Pop                       |                                          |                                                                       |
| In anderen Armen                         | Joschka Bender, Vanessa Dulhofer, Esther Graf, Alex Isaak, Madeline Juno, Wieland Stahnecker                                                                                 | Joschka Bender, Vanessa Dulhofer, Esther Graf, Alex Isaak, Madeline Juno, Wieland Stahnecker                                                                                 | Ness feat. Madeline Juno                                       |                                                  | 12. September 2024 | Pop                                  | Frag für ne Freundin                     |                                                                       |
| In the Middle                            | Natalia Barbu und Khris Richards | Natalia Barbu und Khris Richards | Natalia Barbu                                                  |                                                  | 2024               | Pop                                  |                                          | Beitrag Moldaus beim Eurovision Song Contest 2024                     |
| It Girl                                  | Barbara Davidavicius, Lars Hammerstein, Bojan Ivetic, David Kraft, Julian Otto, Samuel Wernik, Tim Wilke                                                                     | Barbara Davidavicius, Lars Hammerstein, Bojan Ivetic, David Kraft, Julian Otto, Samuel Wernik, Tim Wilke                                                                     | Shirin David feat. Sampagne                                    |                                                  | 24. Oktober 2024   | Deutscher Hip-Hop                    |                                          |                                                                       |
| Jako                                     | Audrey Leclercq, Jacqueline Baghdasaryan, Louis Thomas | Audrey Leclercq, Jacqueline Baghdasaryan, Louis Thomas | Ladaniva                                                       | Jiguli, PIAS Recordings                          | 29. September 2024 | Pop                                  | Ladaniva                                 | Beitrag Armeniens beim Eurovision Song Contest 2024                   |
| Küss mich doch                           | Timothy Adami, Barbara Davidavičius, Giuseppe Di Agosta, Lars Hammerstein, Sergen Horoz, Bojan Ivetic, Dave Reisner, Samuel Wernik                                           | Timothy Adami, Barbara Davidavičius, Giuseppe Di Agosta, Lars Hammerstein, Sergen Horoz, Bojan Ivetic, Dave Reisner, Samuel Wernik                                           | Shirin David                                                   | Juicy Money Records                              | 26. Dezember 2024  | Pop                                  | Schlau aber blond                        |                                                                       |
| La noia                                  | Angelina Mango, Madame | Angelina Mango, Madame, Dardust | Angelina Mango                                                 | LaTarma                                          | 7. Februar 2024    | Pop                                  |                                          |                                                                       |
| La poupée monte le son                   | Julien Salvia, Ludovic-Alexandre Vidal | Julien Salvia, Ludovic-Alexandre Vidal | Laura Thorn                                                    | Ily8                                             | 20. Dezember 2024  | Pop                                  |                                          |                                                                       |
| Leb den Tag zweimal                      | Florian Apfl, Matthias Distel, Alexandra Gallenkamp, Dominik de Leon, Patrick Liegl, Malin Metten                                                                            | Florian Apfl, Matthias Distel, Alexandra Gallenkamp, Dominik de Leon, Patrick Liegl, Malin Metten                                                                            | Vanessa Mai                                                    |                                                  | 22. März 2024      | Dance-Pop                            |                                          |                                                                       |
| Liar                                     | Jason DeFord, Ben Johnson, Ashley Gorley, Taylor Phillips | Jason DeFord, Ben Johnson, Ashley Gorley, Taylor Phillips | Jelly Roll                                                     | BBR Music Group                                  | 2. August 2024     | Country, Rock                        |                                          |                                                                       |
| Liar                                     | Dimitris Kontopoulos mit Elke Tiel | Dimitris Kontopoulos mit Elke Tiel | Silia Kapsis                                                   |                                                  | 2024               |                                      |                                          | Beitrag Zyperns beim Eurovision Song Contest 2024                     |
| Lieb mich                                | Elif Akar, Thilo Brandt, Konstantin Scherer, Vincent Stein | Elif Akar, Thilo Brandt, Konstantin Scherer, Vincent Stein | Ayliva                                                         | Whiteheart Records                               | 9. Februar 2024    | Pop                                  |                                          |                                                                       |
| Like a Bird                              | | | Adrian Quesada und Abraham Alexander                           | A24 Music                                        | 23. August 2024    | Soul, Blues                          |                                          |                                                                       |
| Limited Edition                          | Florian Apfl, Megan Ashworth, Patrick Liegl | Florian Apfl, Megan Ashworth, Patrick Liegl | Vanessa Mai                                                    |                                                  | 9. Februar 2024    | Pop                                  |                                          |                                                                       |
| Live Gloriously                          | | Christopher Tin | Christopher Tin                                                | 2K Games                                         | 13. Dezember 2024  | Neue Musik                           |                                          |                                                                       |
| Lobby                                    | Christoph Cronauer, Daniel Cronauer, Vanessa Mai, Elżbieta Steinmetz, Matthias Zürkler                                                                                       | Christoph Cronauer, Daniel Cronauer, Vanessa Mai, Elżbieta Steinmetz, Matthias Zürkler                                                                                       | Vanessa Mai                                                    | Warner Music                                     | 1. November 2024   | Pop-Schlager                         |                                          |                                                                       |
| Lonely Road                              | Colson Baker, Jason DeFord, Travis Barker, John Denver, Bill Danoff, Mary Danoff, Taffy Danoff, Steve Basil, Brandon Allen, Nick Long                                        | Colson Baker, Jason DeFord, Travis Barker, John Denver, Bill Danoff, Mary Danoff, Taffy Danoff, Steve Basil, Brandon Allen, Nick Long                                        | Machine Gun Kelly feat. Jelly Roll                             | EST 19XX, Interscope Records                     | 26. Juni 2024      | Country-Rock                         |                                          |                                                                       |
| Looking for a Man in Finance             | Megan Boni | Megan Boni | Girl On Couch und Billen Ted                                   |                                                  | 2024               |                                      |                                          |                                                                       |
| Loop                                     | John Emil Johansson, Kevin Lee, Sebastian Pritchard-James, Leire Gotxi Angel, Matthew James Borg, Michael Joe Cini, Joy Deb, Linnea Deb, Ale Zabala, Sarah Bonnici           | John Emil Johansson, Kevin Lee, Sebastian Pritchard-James, Leire Gotxi Angel, Matthew James Borg, Michael Joe Cini, Joy Deb, Linnea Deb, Ale Zabala, Sarah Bonnici           | Sarah Bonnici                                                  |                                                  | 14. März 2024      | Pop                                  |                                          | Beitrag Maltas beim Eurovision Song Contest 2024                      |
| Loyal to Myself                          | Sam Merrifield, Lena Meyer-Landrut, Nicolas Rebscher, Hannah Wilson | Sam Merrifield, Lena Meyer-Landrut, Nicolas Rebscher, Hannah Wilson | Lena                                                           | Polydor                                          | 15. März 2024      | Pop                                  |                                          |                                                                       |
| Löwenherz                                | Vivien Behr, Matthias Distel, Dominik de Leon, Jan Niklas Simonsen | Vivien Behr, Matthias Distel, Dominik de Leon, Jan Niklas Simonsen | Vanessa Mai                                                    |                                                  | 8. März 2024       | Pop, Schlager                        |                                          |                                                                       |
| Luktelk                                  | | | Silvester Belt                                                 |                                                  | 2024               | Pop                                  |                                          | Beitrag Litauens beim Eurovision Song Contest 2024                    |
| Mama hat gesagt                          | Thilo Brandt, Esther Graf, Robin Haefs, Dag-Alexis Kopplin, Vincent Stein, Paul Würdig                                                                                       | Thilo Brandt, Esther Graf, Robin Haefs, Dag-Alexis Kopplin, Vincent Stein, Paul Würdig                                                                                       | SDP feat. Esther Graf & Sido                                   | Nur Musik ist schöner                            | 2. Mai 2024        | Deutscher Hip-Hop, Pop               |                                          |                                                                       |
| Mi Camino                                | Clément Ducol und Camille | Clément Ducol und Camille | Selena Gomez                                                   | Milan Records                                    | 31. Oktober 2024   | Filmsong                             | Emilia Pérez                             |                                                                       |
| Mittelmeer                               | Can Bayram, Andreas Janetschko, Slim Pharaoh | Can Bayram, Andreas Janetschko, Slim Pharaoh | Pashanim                                                       |                                                  | 23. Mai 2024       | Deutscher Hip-Hop                    |                                          |                                                                       |
| Never Be Lonely                          | Sophie Cooke, Tom Demac, Rebecca Hill, Timucin Lam, Mark Ralph, Ina Wroldsen                                                                                                 | Sophie Cooke, Tom Demac, Rebecca Hill, Timucin Lam, Mark Ralph, Ina Wroldsen                                                                                                 | Jax Jones & Zoe Wees                                           |                                                  | 9. Februar 2024    | Dance-Pop, House                     |                                          |                                                                       |
| Never Too Late                           | Elton John, Bernie Taupin, Brandi Carlile, Andrew Watt | Elton John, Bernie Taupin, Brandi Carlile, Andrew Watt | Brandi Carlile, Elton John                                     | EMI, Mercury Records                             | 15. November 2024  | Powerballade, Filmsong               |                                          |                                                                       |
| Nicht mit uns!                           | Ron Williams, Christian Ude, Sigi Grizi | Max Nachtmann, Andreas Keller, Raoul Walton, Kovács Adél | Ron Williams & The Messengers + Friends                        | Selbstverlag                                     | 18. Mai 2024       | Protestsong                          |                                          |                                                                       |
| Nicht von dieser Erde                    | Florian Apfl, Megan Ashworth, Patrick Gold | Florian Apfl, Megan Ashworth, Patrick Gold | Vanessa Mai                                                    |                                                  | 12. Januar 2024    | Pop                                  |                                          |                                                                       |
| Nicht ich                                | Steven Bashir, Joschka Bender, Madeline Juno, Alexander Knolle, Wieland Stahnecker                                                                                           | Steven Bashir, Joschka Bender, Madeline Juno, Alexander Knolle, Wieland Stahnecker                                                                                           | Madeline Juno                                                  |                                                  | 12. Januar 2024    | Pop                                  |                                          |                                                                       |
| No Rules!                                | Henri Piispanen, Jussi Roine und Windows95man | Henri Piispanen, Jussi Roine und Windows95man | Windows95man                                                   | All Day Entertainment                            | 16. Januar 2024    | Synthiepop, Europop                  |                                          | Beitrag Finnlands beim Eurovision Song Contest 2024                   |
| Not Like Us                              | Kendrick Duckworth | Kendrick Duckworth | Kendrick Lamar                                                 | Interscope Records                               | 4. Mai 2024        |                                      |                                          |                                                                       |
| Oh Boy                                   | Ryk | Ryk | Ryk                                                            | Welthund Music                                   | 12. Januar 2024    | Pop                                  |                                          |                                                                       |
| Oktober in Europa                        | Antilopen Gang | Antilopen Gang | Antilopen Gang                                                 | Antilopen Geldwäsche                             | 5. April 2024      | Hip-Hop                              | Alles muss repariert werden              |                                                                       |
| One Milkali (One Blood)                  | Michael Ross, Zaachariaha Fielding | Michael Ross, Zaachariaha Fielding | Electric Fields                                                | Sony                                             | 5. März 2024       | Synthiepop                           |                                          | Beitrag Australiens beim Eurovision Song Contest 2024                 |
| One Night Stand                          | Niklas Dichtl, Karolina Schrader, Luca-Dante Spadafora, Katrin Vogelová und Nils Wehowsky                                                                                    | Niklas Dichtl, Karolina Schrader, Luca-Dante Spadafora, Katrin Vogelová und Nils Wehowsky                                                                                    | Finch, Katja Krasavice & Luca-Dante Spadafora feat. Niklas Dee | Walk This Way                                    | 8. Februar 2024    | Rap                                  |                                          |                                                                       |
| Over Each Other                          | Emily Armstrong, Colin Brittain, Brad Delson, Dave Farrell, Jon Green, Joe Hahn, Matias Mora, Mike Shinoda                                                                   | Emily Armstrong, Colin Brittain, Brad Delson, Dave Farrell, Jon Green, Joe Hahn, Matias Mora, Mike Shinoda                                                                   | Linkin Park                                                    |                                                  | 24. Oktober 2024   | Alternative Rock                     |                                          |                                                                       |
| Özünlə apar                              | Fahree mit Edqar Ravin, Həsən Haydər, Mado Salikh und Mila Miles | Fahree mit Edqar Ravin, Həsən Haydər, Mado Salikh und Mila Miles | Fahree feat. İlkin Dövlətov                                    | Beat Music                                       | 15. März 2024      | Folk                                 |                                          | Beitrag Aserbaidschans beim Eurovision Song Contest 2024              |
| Pa aufs Maul                             | August Diederich, Stefan Raab, Paul Würdig | August Diederich, Stefan Raab, Paul Würdig | Stefan Raab, Sido & Ski Aggu                                   | Urban Records                                    | 14. September 2024 | Pop, Rap                             |                                          |                                                                       |
| Pink                                     | Vivien Behr, Niklas Brüsewitz, Stephan Endemann, Steven Fritsch, Nicolai Schanz, Nils Schedler, Hannes Sigl, Jan Niklas Simonsen, David Wessel                               | Vivien Behr, Niklas Brüsewitz, Stephan Endemann, Steven Fritsch, Nicolai Schanz, Nils Schedler, Hannes Sigl, Jan Niklas Simonsen, David Wessel                               | Vanessa Mai feat. HBz                                          | Ariola                                           | 2. Mai 2024        | Dance-Pop                            | Matrix                                   |                                                                       |
| Playboybunnies                           | Joshua Allery, Laurin Auth, Patrick Großmann, Oliver Krüger, Dominik Patrzek, Jacek Savic                                                                                    | Joshua Allery, Laurin Auth, Patrick Großmann, Oliver Krüger, Dominik Patrzek, Jacek Savic                                                                                    | Jazeek feat. Luciano & Miksu/Macloud                           | Ninetynine Music                                 | 4. Oktober 2024    | Deutscher Hip-Hop                    | Most Valuable Playa                      |                                                                       |
| Please Please Please                     | Amy Allen, Jack Antonoff, Sabrina Carpenter | Amy Allen, Jack Antonoff, Sabrina Carpenter | Sabrina Carpenter                                              | Island Records                                   | 6. Juni 2024       | Pop                                  | Short n’ Sweet                           |                                                                       |
| Psycho                                   | Michael Wilson Hardy, Zach Abend, Tyler Hubbard, Jaclyn Cole Miskanic | Michael Wilson Hardy, Zach Abend, Tyler Hubbard, Jaclyn Cole Miskanic | Hardy                                                          | Big Loud                                         | 17. Mai 2024       | Country-Rock                         | Quit                                     |                                                                       |
| Ramonda                                  | Teodora Pavlovska und Luka Jovanović | Teodora Pavlovska und Luka Jovanović | Teya Dora                                                      |                                                  | 2024               | Pop                                  |                                          | Beitrag Serbiens beim Eurovision Song Contest 2024                    |
| Ratatata                                 | Daniel Haniß, MK-Metal, Norimetal, Kevin Ratajczak, Manuel Renner, Nico Sallach, Pascal Schillo                                                                              | Daniel Haniß, MK-Metal, Norimetal, Kevin Ratajczak, Manuel Renner, Nico Sallach, Pascal Schillo                                                                              | Babymetal feat. Electric Callboy                               | Century Media                                    | 23. Mai 2024       | Kawaii Metal, Metalcore              |                                          |                                                                       |
| Rim Tim Tagi Dim                         | Marko Purišić | Marko Purišić | Baby Lasagna                                                   | Virgin Music                                     | 12. Januar 2024    | Pop, Techno, Alternative Metal, Trap |                                          | Beitrag Kroatiens beim Eurovision Song Contest 2024                   |
| Sand                                     | Jonas Thander, Melanie Wehbe, Pil Kalinka Nygaard Jeppesen | Jonas Thander, Melanie Wehbe, Pil Kalinka Nygaard Jeppesen | Saba                                                           | Warner Music                                     | 25. Januar 2024    |                                      |                                          | Beitrag Dänemarks beim Eurovision Song Contest 2024                   |
| Scared of Heights                        | Ferras Alqaisi, Ásdís María Viðarsdóttir, Jaro Omar und Michael Burek | Ferras Alqaisi, Ásdís María Viðarsdóttir, Jaro Omar und Michael Burek | Hera Björk                                                     |                                                  | 2024               | Pop                                  |                                          | Beitrag Islands beim Eurovision Song Contest 2024                     |
| Schwarzer Toyota                         | Skrt Cobain, Mark Cwiertnia, August Diederich, Nils Schultchen | Skrt Cobain, Mark Cwiertnia, August Diederich, Nils Schultchen | Skrt Cobain feat. Mark Forster & Ski Aggu                      |                                                  | 9. Februar 2024    | Deutscher Hip-Hop                    |                                          |                                                                       |
| Selfish                                  | Amy Allen, Louis Bell, Theron Thomas, Justin Timberlake, Henry Walter | Amy Allen, Louis Bell, Theron Thomas, Justin Timberlake, Henry Walter | Justin Timberlake                                              | RCA Records                                      | 25. Januar 2024    | Pop                                  | Everything I Thought It Was              |                                                                       |
| Sigma                                    | Felix Blume, Jonathan Kiunke, Jan Philipp Rohrer | Felix Blume, Jonathan Kiunke, Jan Philipp Rohrer | Kollegah                                                       | Alpha Music Empire                               | 14. Juni 2024      | Deutscher Hip-Hop, Gangsta-Rap       | Still King                               |                                                                       |
| Sigma Boy                                | Michail Tschertischtschew | Michail Tschertischtschew | Betsy & Mascha Jankowskaja                                     | Rhymes Music                                     | 4. Oktober 2024    | Pop                                  |                                          |                                                                       |
| Teresa & Maria                           | Aljona Sawranenko und Jana Schemajewa | Anton Tschilibi und Iwan Klymenko | Alyona Alyona und Jerry Heil                                   |                                                  | 2024               | Pop                                  |                                          | Beitrag der Ukraine beim Eurovision Song Contest 2024                 |
| That’s So True                           | | | Gracie Abrams                                                  | Interscope Records                               | 18. Oktober 2024   | Pop                                  |                                          |                                                                       |
| The Code                                 | Benjamin Alasu, Lasse Midtsian Nymann, Linda Dale, Nemo Mettler | Benjamin Alasu, Lasse Midtsian Nymann, Linda Dale, Nemo Mettler | Nemo                                                           |                                                  | 29. Februar 2024   | Pop                                  |                                          | Beitrag der Schweiz beim Eurovision Song Contest 2024                 |
| The Emptiness Machine                    | Emily Armstrong, Colin Brittain, Brad Delson, Dave Farrell, Joe Hahn, Mike Shinoda                                                                                           | Emily Armstrong, Colin Brittain, Brad Delson, Dave Farrell, Joe Hahn, Mike Shinoda                                                                                           | Linkin Park                                                    |                                                  | 5. September 2024  | Alternative Rock, Nu Metal           |                                          |                                                                       |
| The Tower                                | Luna alias Aleksandra Katarzyna Wielgomas mit Paul Dixon und Max Cooke | Luna alias Aleksandra Katarzyna Wielgomas mit Paul Dixon und Max Cooke | Luna                                                           |                                                  | 23. Januar 2024    | Pop                                  |                                          | Beitrag Polens beim Eurovision Song Contest 2024                      |
| Time                                     | Patrick Großmann, Dennis Lukowski | Patrick Großmann, Dennis Lukowski | Luciano                                                        |                                                  | 4. Januar 2024     | Deutscher Hip-Hop                    | Seductive                                |                                                                       |
| Tobey                                    | Marshall Mathers, Sean Anderson, Cole Bennett, James Johnson, Luis Resto, John Nocito, Daniyel Weissmann, Marvin Jordan, Carlton McDowell                                    | Marshall Mathers, Sean Anderson, Cole Bennett, James Johnson, Luis Resto, John Nocito, Daniyel Weissmann, Marvin Jordan, Carlton McDowell                                    | Eminem feat. Big Sean und BabyTron                             | Shady Records, Aftermath, Interscope             | 2. Juli 2024       | Hip-Hop                              | The Death of Slim Shady (Coup de Grâce)  |                                                                       |
| Tough                                    | Jack Antonoff, Nick Bailey, Maddox Baston, Josh Dorr, Jaxson Free, Elizabeth Grant, Clayton Johnson, Quavious Marshall, Benny Negrin, Henry Walter, Andrew Watt, Elysse Yulo | Jack Antonoff, Nick Bailey, Maddox Baston, Josh Dorr, Jaxson Free, Elizabeth Grant, Clayton Johnson, Quavious Marshall, Benny Negrin, Henry Walter, Andrew Watt, Elysse Yulo | Lana Del Rey & Quavo                                           |                                                  | 3. Juli 2024       | Alternative, Country, Trap           |                                          |                                                                       |
| Tragic (Never Let Go)                    | Ashley Hicklin, Mikolaj Trybulec | Ashley Hicklin, Mikolaj Trybulec | Vanessa Mai                                                    | Ariola                                           | 12. April 2024     | Hypertechno                          | Matrix                                   |                                                                       |
| Two Faced                                | Emily Armstrong, Colin Brittain, Brad Delson, Dave Farrell, Joe Hahn, Mike Shinoda                                                                                           | Emily Armstrong, Colin Brittain, Brad Delson, Dave Farrell, Joe Hahn, Mike Shinoda                                                                                           | Linkin Park                                                    | Machine Shop Recordings, Warner Brothers Records | 13. November 2024  | Nu Metal, Rap Rock                   | From Zero                                |                                                                       |
| Unforgettable                            | Marcus & Martinus, Jimmy „Joker“ Thörnfeldt, Joy Deb und Linnea Deb | Marcus & Martinus, Jimmy „Joker“ Thörnfeldt, Joy Deb und Linnea Deb | Marcus & Martinus                                              |                                                  | 2024               | Elektropop                           |                                          | Beitrag Schwedens beim Eurovision Song Contest 2024                   |
| V.A.N                                    | Noah Sebastian, Joakim Karlsson, Michael Taylor | Noah Sebastian, Joakim Karlsson, Michael Taylor | Bad Omens feat. Poppy                                          | Sumerian Records                                 | 25. Januar 2024    | Alternative Metal                    | Concrete Jungle (The OST)                |                                                                       |
| Veronika                                 | Bojan Cvjetićanin, Raiven | Bojan Cvjetićanin, Danilo Kapel, Martin Bezjak, Peter Khoo, Raiven | Raiven                                                         |                                                  | 21. Januar 2024    | Pop                                  | Sirene, Pt. 1                            |                                                                       |
| Wackelkontakt                            | Andreas Frei, Beni Hafner, Niklas Nubel, Matthias Riegler | Andreas Frei, Beni Hafner, Niklas Nubel, Matthias Riegler | Oimara                                                         |                                                  | 2. August 2024     | Partyschlager                        |                                          |                                                                       |
| Waking Up                                | Mark Becker, Leonie Burger, Felix Jaehn, Hannes Sigl, Vitali Zestovskih | Mark Becker, Leonie Burger, Felix Jaehn, Hannes Sigl, Vitali Zestovskih | Felix Jaehn & Leony                                            |                                                  | 12. Januar 2024    | House                                |                                          |                                                                       |
| We Can’t Be Friends (Wait for Your Love) | Ariana Grande, Max Martin, Ilya Salmanzadeh | Ariana Grande, Max Martin, Ilya Salmanzadeh | Ariana Grande                                                  | Republic Records                                 | 8. März 2024       | Pop                                  | Eternal Sunshine                         |                                                                       |
| We Will Rave                             | Anderz Wrethov, Jimmy Thörnfeldt, Julie Aagaard, Thomas Stengaard | Anderz Wrethov, Jimmy Thörnfeldt, Julie Aagaard, Thomas Stengaard | Kaleen                                                         | Warner Music                                     | 1. März 2024       | Pop                                  |                                          |                                                                       |
| Wie du manchmal fehlst                   | Moritz Dauner, August Diederich, Zartmann | Moritz Dauner, August Diederich, Zartmann | Zartmann, Ski Aggu                                             | Sony Music Entertainment                         | 24. Mai 2024       | Pop                                  |                                          |                                                                       |
| Woman’s World                            | Chloe Angelides, Łukasz Gottwald, Aaron Joseph, Vaughn Oliver, Katy Perry, Rocco Valdes                                                                                      | Chloe Angelides, Łukasz Gottwald, Aaron Joseph, Vaughn Oliver, Katy Perry, Rocco Valdes                                                                                      | Katy Perry                                                     | Capitol Records                                  | 12. Juli 2024      | Bubblegum, Dance-Pop                 |                                          |                                                                       |
| Wunder                                   | | | Ayliva feat. Apache 207                                        | Whiteheart Records                               | 26. April 2024     | Pop                                  |                                          |                                                                       |
| Yes, And?                                | Ariana Grande, Max Martin, Ilya Salmanzadeh | Ariana Grande, Max Martin, Ilya Salmanzadeh | Ariana Grande                                                  | Republic Records                                 | 12. Januar 2024    | Pop                                  |                                          |                                                                       |
| Zari                                     | Gino „the Ghost“ Borri, Jay Lewitt Stolar, Jordan Richard Palmer, Konstantin Plamenov Beshkov, Manolis „Solmeister“ Solidakis, Nick Kodonas, Oge, Vlospa, Marina Satti       | Gino „the Ghost“ Borri, Jay Lewitt Stolar, Jordan Richard Palmer, Konstantin Plamenov Beshkov, Manolis „Solmeister“ Solidakis, Nick Kodonas, Oge, Vlospa, Marina Satti       | Marina Satti                                                   |                                                  | 7. März 2024       | Pop                                  | P.O.P. (EP)                              |                                                                       |
| Zjerm                                    | Shkodra Elektronike | Shkodra Elektronike | Shkodra Elektronike                                            |                                                  | 10. Dezember 2024  | Elektronische Popmusik               |                                          |                                                                       |
| Z0rnig                                   | Moritz Dauner, August Diederich, Berken Dogan | Moritz Dauner, August Diederich, Berken Dogan | Ski Aggu                                                       | Vertigo Records                                  | 26. Januar 2024    | Deutscher Hip-Hop                    |                                          |                                                                       |

### Alben
| Album                                                                    | Interpret | Label                                                     | Veröffentlichung   | Genre | Weitere Informationen                  |
| ------------------------------------------------------------------------ | --- | --------------------------------------------------------- | ------------------ | --- | -------------------------------------- |
| =1                                                                       | Deep Purple | earMUSIC/Edel SE & Co. KGaA                               | 19. Juli 2024      | Rock, Blues, Rhythm and Blues, Boogie Woogie                                                                                      |                                        |
| 3 Ânes                                                                   | Locus Asper Locus                                                                                               | Unsounds                                                  | 2024               | Neue Improvisationsmusik, Field Recording                                                                                         |                                        |
| 3+3                                                                      | Tomeka Reid | Cuneiform Records                                         | 2024               | Jazz |                                        |
| 7                                                                        | Nelly Furtado                                                                                                   | Universal Music                                           | 20. September 2024 | Pop |                                        |
| 10 Comp (Lorraine) 2022                                                  | Anthony Braxton                                                                                                 | New Braxton House                                         | 29. März 2024      | Neue Improvisationsmusik |                                        |
| 143                                                                      | Katy Perry | Capitol Records                                           | 20. September 2024 | Pop |                                        |
| 1331                                                                     | Weimar | Weimar Kollektiv                                          | 27. September 2024 | Nu Metal, Crossover, Rap Rock, Rap Metal                                                                                          |                                        |
| 1964 US Albums in Mono                                                   | The Beatles | Capitol Records / Apple / Universal Music Group           | 22. November 2024  | Rock, Pop | Boxset                                 |
| 2000                                                                     | Pashanim | Urban Records (UMG)                                       | 13. Juni 2024      | Rap |                                        |
| 40 Jahre Onkelz – Live im Waldstadion                                    | Böhse Onkelz | Matapaloz                                                 | 26. Januar 2024    | Hard Rock, Deutschrock |                                        |
| A Night and 43 Seconds                                                   | BROM | Tiger Moon Records                                        | 2024               | Jazz, Neue Improvisationsmusik |                                        |
| A Single Sunbeam                                                         | Daniel Herskedal                                                                                                | E2 Music                                                  | 2024               | Jazz |                                        |
| Afraid of Tomorrows                                                      | The Mysterines                                                                                                  | Fiction Records                                           | 21. Juni 2024      | Alternative Rock, Grunge |                                        |
| Afro Blue                                                                | GUSH | Trost Records                                             | 19. Januar 2024    | Jazz |                                        |
| Afternoon                                                                | BassDrumBone | Auricle Records                                           | 2024               | Jazz |                                        |
| All of the Colours Are Singing                                           | Jessica Ackerley                                                                                                | AKP Recordings                                            | 16. August 2024    | Jazz |                                        |
| Aloft                                                                    | Natsuki Tamura und Satoko Fujii                                                                                 | Libra                                                     | 2024               | Jazz, Neue Improvisationsmusik |                                        |
| Altera Vita                                                              | Alina Bzhezhinska und Tony Kofi                                                                                 | BBE Music                                                 | 2024               | Jazz |                                        |
| Amelia                                                                   | Laurie Anderson                                                                                                 | Nonesuch Records                                          | 2024               | Spoken Word, Crossover |                                        |
| Anchors                                                                  | Jason Stein | TAO Forms                                                 | 2024               | Jazz, Neue Improvisationsmusik |                                        |
| Angular Apron                                                            | Tony Oxley Quintet                                                                                              | Corbett vs. Dempsey                                       | 2024               | Jazz, Neue Improvisationsmusik |                                        |
| At Sotto il Mare                                                         | Sergio Armaroli, Francesca Gemmo und Barry Guy                                                                  | ezz-thetics                                               | 10. Oktober 2024   | Jazz, Neue Improvisationsmusik |                                        |
| At the Showcase: Live in Chicago 1976–1977                               | Sun Ra | Jazz Detective, Deep Digs Music Group und Elemental Music | 2024               | Jazz |                                        |
| Atisbo                                                                   | Tulpas | Astral Spirits                                            | 2024               | Jazz |                                        |
| Auteur: Music Inspired by the Films of Wes Anderson                      | Amanda Gardier                                                                                                  | Selbstverlag                                              | 26. Januar 2024    | Jazz |                                        |
| Back to the Land                                                         | Ohad Talmor, Christopher Tordini & Eric McPherson                                                               | Intakt Records                                            | 2024               | Jazz |                                        |
| Bakunawa                                                                 | Andrew Barker, William Parker und Jon Irabagon                                                                  | Out of Your Head Records                                  | 2024               | Jazz |                                        |
| Ballad of a Bystander                                                    | The Reytons | Selbstverlag                                              | 26. Januar 2024    | Indie-Rock |                                        |
| Beautifully Broken                                                       | Jelly Roll | BBR Music Group                                           | 11. Oktober 2024   | Country |                                        |
| Berklee Lecture, 1971                                                    | Sun Ra | Corbett vs. Dempsey                                       | 2024               | Hörbuch: Bildung & Wissen, Jazz                                                                                                   |                                        |
| Better Angels                                                            | Peter Bernstein                                                                                                 | Smoke Sessions Records                                    | 2024               | Jazz |                                        |
| Birdsong                                                                 | Chad Fowler | Mahakala Music                                            | 2024               | Jazz |                                        |
| Birthday                                                                 | Blues Pills | Throwdown Entertainment                                   | 2. August 2024     | Bluesrock |                                        |
| Bleed                                                                    | The Necks | Northern Spy Records                                      | 2024               | Jazz, Ambient, Neue Improvisationsmusik                                                                                           |                                        |
| BleySchool: Where?                                                       | Pat Thomas, Dominic Lash und Tony Orrell                                                                        | 577 Records                                               | 2024               | Jazz |                                        |
| Blue Electric Light                                                      | Lenny Kravitz                                                                                                   | Roxie Records, BMG                                        | 24. Mai 2024       | Rock, Funk |                                        |
| Body of Light                                                            | Jeremiah Cymerman                                                                                               | 5049 Records                                              | 2024               | Jazz, Neue Improvisationsmusik |                                        |
| Brat                                                                     | Charli XCX | Atlantic Records                                          | 7. Juni 2024       | Club-Pop, Hyperpop, Electroclash, Dance                                                                                           |                                        |
| Breaking Stretch                                                         | Patricia Brennan                                                                                                | Pyroclastic Records                                       | 2024               | Jazz, Neue Improvisationsmusik |                                        |
| Breaking the Shell                                                       | Bill Frisell, Andrew Cyrille und Kit Downes                                                                     | Red Hook Records                                          | 27. September 2024 | Jazz |                                        |
| Breezy                                                                   | (Exit) Knarr | Sonic Transmissions                                       | 2024               | Jazz |                                        |
| Brink                                                                    | Ingrid Laubrock und Tom Rainey                                                                                  | Intakt Records                                            | August 2024        | Jazz |                                        |
| Burning Up                                                               | Chloë Sobek und Tim Berne                                                                                       | Relative Pitch Records                                    | 2024               | Neue Improvisationsmusik |                                        |
| Burnin’ in Bordeaux: Live in France 1969                                 | Cannonball Adderley                                                                                             | Elemental Music                                           | 2024               | Jazz |                                        |
| Candid                                                                   | Sunny Five | Intakt Records                                            | 19. Januar 2024    | Jazz |                                        |
| Carnal                                                                   | Nothing More | Better Noise Music                                        | 28. Juni 2024      | Alternative Metal, Hard Rock |                                        |
| Cartoon Darkness                                                         | Amyl and the Sniffers                                                                                           | Rough Trade Records                                       | 25. Oktober 2024   | Garage Rock, Punkrock |                                        |
| Catacryptico                                                             | SYNC | AUT Records                                               | 2024               | Neue Improvisationsmusik |                                        |
| Cecil’s Dance                                                            | Ab Baars, Joost Buis und Berlinde Deman                                                                         | Wig Records                                               | 2024               | Jazz, Neue Improvisationsmusik |                                        |
| Central Park’s Mosaics of Reservoir, Lake, Paths and Gardens             | Wadada Leo Smith und Amina Claudine Myers                                                                       | Red Hook Records                                          | 2024               | Jazz |                                        |
| Chasing Dreams                                                           | Sofia Portanet                                                                                                  | Duchess Box Records                                       | 5. April 2024      | Pop, Rock, New Wave |                                        |
| Chicken Shit Bingo                                                       | Peter Brötzmann und Paal Nilssen-Love                                                                           | Trost Records                                             | 26. Januar 2024    | Jazz |                                        |
| Chrononaux                                                               | Camila Nebbia, Dietrich Eichmann, John Hughes und Jeff Arnal                                                    | Generate Records                                          | 19. Dezember 2024  | Jazz |                                        |
| Clancy                                                                   | Twenty One Pilots                                                                                               | Fueled by Ramen                                           | 24. Mai 2024       | Electronic-Rock, Alternative Rock, Rap-Rock, Indietronica                                                                         |                                        |
| Clear Cold Beyond                                                        | Sonata Arctica                                                                                                  | Atomic Fire Records                                       | 8. März 2024       | Power Metal |                                        |
| Clifton Park                                                             | The Reytons | Selbstverlag                                              | 13. Dezember 2024  | Indie-Rock |                                        |
| Closer Than We Think                                                     | Dayna Stephens                                                                                                  | Cellar Music Group                                        | 5. April 2024      | Jazz |                                        |
| Cloudward                                                                | Mary Halvorson                                                                                                  | Nonesuch Records                                          | 2024               | Jazz |                                        |
| Colla Voce                                                               | Nick Dunston | Out of Your Head Records                                  | 2024               | Jazz |                                        |
| Color Systems                                                            | Rob Mazurek Quartet                                                                                             | RogueArt                                                  | 11. November 2024  | Jazz |                                        |
| Complete Café Bohemia Bandstand U.S.A. 1956–58 Radio Broadcasts Volume 1 | Miles Davis Quintet                                                                                             | Groove Back Records                                       | 2024               | Jazz |                                        |
| Complete Link                                                            | Peter Brötzmann, Toshinori Kondō und Sabu Toyozumi                                                              | NoBusiness Records                                        | 6. Juni 2024       | Free Jazz |                                        |
| Complex Emotions                                                         | The Bad Plus | Mack Avenue Records                                       | 2024               | Jazz |                                        |
| Concrete Jungle (The OST)                                                | Bad Omens | Sumerian Records                                          | 31. Mai 2024       | Metalcore |                                        |
| Cookin’ at the Queens: Live in Las Vegas 1984 & 1988                     | Emily Remler | Resonance Records                                         | 2024               | Jazz |                                        |
| Cosmic Waves                                                             | Albert Beger, Ziv Taubenfeld, Shay Hazan und Hamid Drake                                                        | NoBusiness Records                                        | 27. Mai 2024       | Jazz |                                        |
| Cowboy Carter                                                            | Beyoncé | Columbia, Parkwood Entertainment                          | 29. März 2024      | Country |                                        |
| Crooked Boy                                                              | Ringo Starr | Universal Music Group                                     | 20. April 2024     | Pop, Rock | EP                                     |
| Dämmerland                                                               | Malte Hoyer und Hannes Braun                                                                                    | Electrola und Starwatch                                   | 22. November 2024  | | Mischung aus Hörspiel und Musikprojekt |
| Darker White                                                             | Fever 333 | Century Media                                             | 4. Oktober 2024    | Rockmusik, Hardcore Punk, Rap-Metal                                                                                               |                                        |
| Deep Space                                                               | John Blum | Astral Spirits                                            | 2024               | Jazz |                                        |
| Diagenesis                                                               | Until Death Overtakes Me                                                                                        | Aesthetic Death Records                                   | 6. Dezember 2024   | Funeral Doom |                                        |
| Dirty Boxing                                                             | Erik Friedlander                                                                                                | Selbstverlag                                              | 28. Juni 2024      | Jazz, Neue Improvisationsmusik |                                        |
| Dirty South                                                              | Haze und MC Hero                                                                                                | Alte Schule Records                                       | 13. Dezember 2024  | Hip-Hop |                                        |
| Distant Skies, We Dream                                                  | Fabian Dudek | Traumton Records                                          | 2024               | Jazz |                                        |
| Domicide                                                                 | Massimo de Mattia Suonomadre                                                                                    | Aut Records                                               | 10. April 2024     | Jazz |                                        |
| Dusk and Dawn                                                            | Rich Halley 4                                                                                                   | Pine Eagle Records                                        | 2024               | Jazz |                                        |
| Earth’s Frequencies                                                      | Wadada Leo Smith und Joe Morris                                                                                 | Fundacja Słuchaj                                          | 2024               | Jazz, Neue Improvisationsmusik |                                        |
| Elements                                                                 | Siamese | Long Branch Records                                       | 9. August 2024     | Alternative Rock, Alternative Metal                                                                                               |                                        |
| Embrace the Space                                                        | Space | Relative Pitch Records                                    | 2024               | Jazz, Neue Improvisationsmusik |                                        |
| Embracing the Unknown                                                    | Ivo Perelman, Chad Fowler, Reggie Workman und Andrew Cyrille                                                    | Mahakala Music                                            | 2024               | Jazz |                                        |
| En                                                                       | Etienne Nillesen                                                                                                | Sofa Music                                                | 2024               | Neue Improvisationsmusik |                                        |
| Ende nie                                                                 | Wanda | Polydor                                                   | 7. Juni 2024       | Rock |                                        |
| Endtime Signals                                                          | Dark Tranquillity                                                                                               | Century Media                                             | 16. August 2024    | Melodic Death Metal |                                        |
| Entwined                                                                 | Karen Borca und Paul Murphy                                                                                     | Relative Pitch Records                                    | 2024               | Jazz |                                        |
| Ephemeral Shapes                                                         | Ivo Perelman, Aruán Ortiz und Ramón López                                                                       | Fundacja Słuchaj                                          | 15. Juli 2024      | Jazz, Neue Improvisationsmusik |                                        |
| Escape                                                                   | Marta Warelis und Andy Moor                                                                                     | Relative Pitch Records                                    | 2024               | Neue Improvisationsmusik |                                        |
| Eternal Sunshine                                                         | Ariana Grande                                                                                                   | Republic Records                                          | 8. März 2024       | Contemporary R&B, Pop |                                        |
| Eurosport                                                                | Azet & Dardan                                                                                                   | Fastlife Records, Hypnotize Entertainment                 | 28. Juni 2024      | Deutscher Hip-Hop |                                        |
| Even Odds                                                                | Dan Weiss | Cygnus Recordings                                         | 2024               | Jazz |                                        |
| Eventually the River Rises Here Too, Same as it Always Has               | Patrick Shiroishi, Thom Nguyen und Chaz Pryme                                                                   | Ramble Records                                            | 2024               | Jazz, Neue Improvisationsmusik |                                        |
| Extra                                                                    | Peter Evans | We Jazz                                                   | 2024               | Jazz, Fusion |                                        |
| E-Side 3                                                                 | Yoasobi | Sony Music Entertainment Japan                            | 12. April 2024     | Pop |                                        |
| F-1 Trillion                                                             | Post Malone | Mercury Records, Republic Records                         | 16. August 2024    | Country |                                        |
| Fancy Future                                                             | Max Stadtfeld Stax                                                                                              | Boomslang Records                                         | 2024               | Jazz |                                        |
| Fearless Movement                                                        | Kamasi Washington                                                                                               | Young                                                     | 2024               | Fusion |                                        |
| Fine Art                                                                 | Kneecap | Heavenly Recordings                                       | 14. Juni 2024      | Hip-Hop |                                        |
| Finsterwacht                                                             | Saltatio Mortis                                                                                                 | Prometheus Records                                        | 7. Juni 2024       | Folk Metal |                                        |
| Flip Side                                                                | Lina Allemano’s Ohrenschmaus mit Andrea Parkins                                                                 | Lumo Records                                              | 2024               | Jazz, Neue Improvisationsmusik |                                        |
| Fluid Fixations                                                          | John Butcher + 13                                                                                               | Weight of Wax                                             | 2024               | Neue Improvisationsmusik |                                        |
| For Peace and Liberty: In Paris Dec 1972                                 | Black Artists Group                                                                                             | Wewantsounds, INA                                         | 2024               | Jazz |                                        |
| Forces of Nature: Live at Slugs’                                         | McCoy Tyner und Joe Henderson                                                                                   | Blue Note Records                                         | 2024               | Jazz |                                        |
| Forest                                                                   | Marilyn Crispell und Harvey Sorgen                                                                              | Fundacja Słuchaj                                          | 2024               | Jazz, Neue Improvisationsmusik |                                        |
| Forever! Best of 40 Years                                                | Alphaville | Warner Music                                              | 27. September 2024 | Synthiepop | Kompilationsalbum                      |
| Four Star Y                                                              | Liz Kosack, Dan Peter Sundland und Steve Heather                                                                | Grammarphone                                              | 20. September 2024 | Fusion | Debütalbum                             |
| Francesca                                                                | David Murray Quartet                                                                                            | Intakt Records                                            | 17. Mai 2024       | Jazz |                                        |
| Frice                                                                    | Bobby Bradford, Frode Gjerstad, William Roper und Alex Cline                                                    | Fundacja Słuchaj                                          | 2024               | Jazz, Neue Improvisationsmusik |                                        |
| From Zero                                                                | Linkin Park | Warner Brothers Records, Machine Shop Recordings          | 15. November 2024  | Alternative Rock, Synth Rock, Rap Rock                                                                                            |                                        |
| Frush                                                                    | Luc Houtkamp, Steve Beresford, Martin Blume und Sebi Tramontana                                                 | FMR Records                                               | 3. Juni 2024       | Neue Improvisationsmusik |                                        |
| Gameboy                                                                  | Bonez MC | 187 Strassenbande                                         | 31. Oktober 2024   | Dancehall, Deutscher Hip-Hop |                                        |
| Geometry of Phenomena                                                    | Kyoko Kitamura, Taylor Ho Bynum, Tomeka Reid und Joe Morris                                                     | Relative Pitch Records                                    | 2024               | Jazz, Neue Improvisationsmusik |                                        |
| Giant Beauty                                                             | أحمد [Ahmed] | Fönstret                                                  | 2024               | Jazz |                                        |
| Glass House                                                              | Patrick Shiroishi                                                                                               | Otherly Love                                              | 20. September 2024 | Theatermusik, Jazz, Ambient |                                        |
| Gnash                                                                    | Dave Rempis/Tashi Dorji Duo                                                                                     | Aerophonic Records                                        | 2024               | Jazz, Neue Improvisationsmusik |                                        |
| GNX                                                                      | Kendrick Lamar                                                                                                  | PGLang, Interscope Records                                | 22. November 2024  | Westcoast-Hip-Hop |                                        |
| Golden City                                                              | Miguel Zenón | Miel Music                                                | 30. August 2024    | Jazz |                                        |
| Good News Blues: Live at the Vision Festival 1998 & 2005                 | Karen Borca mit Rob Brown, William Parker, Reggie Workman, Todd Nicholson, Susie Ibarra und Newman Taylor Baker | NoBusiness Records                                        | 2024               | Jazz |                                        |
| Görlitzer Park                                                           | K.I.Z. | Eklat Tonträger (Warner Music)                            | 21. Juni 2024      | Alternative Hip-Hop |                                        |
| Gratitude                                                                | Cassie Kinoshi’s Seed                                                                                           | International Anthem                                      | 2024               | Jazz |                                        |
| Gravelshard                                                              | Luís Vicente, Vasco Trilla, John Hughes und Olaf Rupp                                                           | Fonogram                                                  | 2024               | Neue Improvisationsmusik |                                        |
| Groove Street                                                            | The Dave Stryker Trio with Bob Mintzer                                                                          | Strikezone Records                                        | 2024               | Jazz |                                        |
| Guided Tour                                                              | High Vis | Dais Records                                              | 18. Oktober 2024   | Hardcore Punk, Post-Punk |                                        |
| Guilty!!!                                                                | Jeff Lederer | Little (i) Music                                          | 7. Oktober 2024    | Jazz |                                        |
| Heavy Jelly                                                              | Soft Play | BMG                                                       | 19. Juli 2024      | Punk |                                        |
| Here to There                                                            | Ben Goldberg, Todd Sickafoose und Scott Amendola                                                                | Secret Hatch                                              | 2024               | Jazz |                                        |
| Hit Me Hard and Soft                                                     | Billie Eilish                                                                                                   | Darkroom, Interscope Records                              | 17. Mai 2024       | Pop |                                        |
| Hixtape, Vol. 3: Difftape                                                | Hardy | Big Loud                                                  | 29. März 2024      | Country, Country-Rock |                                        |
| Holy or Damned                                                           | Voice | Massacre Records                                          | 12. Juli 2024      | Power Metal |                                        |
| Horizon Scanners                                                         | Jim Baker, Steve Hunt und Jakob Heinemann                                                                       | Clean Feed Records                                        | 2024               | Jazz, Neue Improvisationsmusik |                                        |
| How Long Is Now                                                          | Christian Marien Quartett                                                                                       | MarMade Records                                           | 7. April 2024      | Jazz, Neue Improvisationsmusik |                                        |
| Humanoid                                                                 | Accept | Napalm Records                                            | 26. April 2024     | Heavy Metal |                                        |
| Humble as the Sun                                                        | Bob Vylan | Ghost Theatre                                             | 5. April 2024      | Grime, Punk |                                        |
| I Don’t Hear Nothin’ but the Blues Volume 3 Part 2: Exuberant Scars      | Jon Irabagon | Irabbagast Records                                        | 2024               | Jazz, Neue Improvisationsmusik |                                        |
| I Hear Echoes                                                            | George Cables                                                                                                   | HighNote Records                                          | 2024               | Jazz |                                        |
| Immense Blue                                                             | Olie Brice, Rachel Musson, Mark Sanders                                                                         | West Hill Records                                         | 2024               | Jazz |                                        |
| Imminence                                                                | Eliot Cardinaux und Gary Fieldman                                                                               | The Bodily Press                                          | 19. November 2024  | Jazz, Neue Improvisationsmusik |                                        |
| In Aschaffenburg – Die wiedergefundene Tournee 1992                      | Reinhard Mey | Odeon Records                                             | 22. November 2024  | Liedermacher | Aufnahme vom 20. Oktober 1992          |
| In Other Words                                                           | I Am Three | Leo Records                                               | 2024               | Jazz |                                        |
| In Perfect Harmony: The Lost Album                                       | Chet Baker & Jack Sheldon                                                                                       | Jazz Detective                                            | 2024               | Jazz |                                        |
| In the Light of the Current Myth                                         | Savina Yannatou, Julius Gabriel, Agustí Fernández, Barry Guy und Ramón López                                    | Fundacja Słuchaj                                          | 2024               | Jazz, Neue Improvisationsmusik |                                        |
| In Time, Hollow Oaks Become Chapels                                      | Margaux Oswalds Collateral Damage                                                                               | Clean Feed Records                                        | 2024               | Jazz, Neue Improvisationsmusik |                                        |
| In Waves                                                                 | Jamie xx | Young                                                     | 20. September 2024 | Disco, Garage, House |                                        |
| Infinite Love, Infinite Tears                                            | Alan Braufman                                                                                                   | Valley of Search                                          | 17. Mai 2024       | Jazz |                                        |
| Inside the Light World: Sun Ra Meets the OVC                             | Sun Ra | Strut                                                     | 29. April 2024     | Jazz |                                        |
| Insisting                                                                | Niklas Fite und Günter Christmann                                                                               | Corbett vs. Dempsey                                       | 2024               | Neue Improvisationsmusik |                                        |
| Interaction                                                              | Ivo Perelman, Barry Guy und Ramón López                                                                         | Ibeji                                                     | 2024               | Jazz |                                        |
| Invincible Shield                                                        | Judas Priest | Epic Records                                              | 8. März 2024       | Heavy Metal |                                        |
| Infinite Connections                                                     | Jihye Lee Orchestra                                                                                             | Motéma Music                                              | 2024               | Jazz |                                        |
| I Should Call Them                                                       | Dua Saleh |                                                           | Oktober 2024       | Hip Hop | Dua Salehs Debüt Album                 |
| Jack                                                                     | Kaluza Quartett                                                                                                 | Aut Records                                               | 27. März 2024      | Jazz, Neue Improvisationsmusik |                                        |
| Japan 2019                                                               | Paal Nilssen-Love & Ken Vandermark                                                                              | PNL Records / Audiographic Records                        | 9. Februar 2024    | Jazz |                                        |
| Journey to Where                                                         | Trish Clowes und Ross Stanley                                                                                   | Stoney Lane Records                                       | März 2024          | Jazz |                                        |
| Jul Fuel                                                                 | Axel Dörner, Oliver Schwerdt und Julian Sartorius                                                               | Euphorium Records                                         | 11. Dezember 2024  | Jazz, Neue Improvisationsmusik |                                        |
| Kassandras Komplex                                                       | Freunde der italienischen Oper                                                                                  | Major Label, Strandard63                                  | 3. Oktober 2024    | Independent, New Wave, Dark Wave, Gothic Rock, Post-Punk                                                                          |                                        |
| Kingdom of Discipline                                                    | Sun Ra & His Arkestra                                                                                           | Dead Currencies                                           | 2024               | Jazz | Kompilation                            |
| Kings Must Die                                                           | Pantheist | Melancholic Realm Productions                             | 1. Februar 2024    | Atmospheric Doom, Funeral Doom | EP                                     |
| L’album vert                                                             | Dans les arbres                                                                                                 | Aspen Edities                                             | 2024               | Neue Improvisationsmusik |                                        |
| La Grande Crue                                                           | The Attic & Eve Risser                                                                                          | NoBusiness Records                                        | 2024               | Jazz |                                        |
| Lacy in the Sky with Diamonds                                            | Roberto Ottaviano, Roberto Gallo und Ferdinando Faraò                                                           | Clean Feed Records                                        | 28. Juni 2024      | Jazz |                                        |
| Legend of e’Boi (The Hypervigilant Eye)                                  | Darius Jones | AUM Fidelity                                              | 2024               | Jazz |                                        |
| Lento                                                                    | Mikkel Ploug, Sissel Vera Pettersen und Joachim Badenhorst                                                      | Klein                                                     | 2024               | Jazz |                                        |
| Letter to Self                                                           | Sprints | City Slang                                                | 5. Januar 2024     | Post-Punk |                                        |
| Life Is Funny That Way                                                   | Fay Victor & Herbie Nichols SUNG                                                                                | TAO Forms                                                 | 2024               | Jazz |                                        |
| Lights on a Satellite: Live at the Left Bank                             | Sun Ra | Resonance Records                                         | 2024               | Jazz |                                        |
| Limes                                                                    | Dominik Plangger                                                                                                | Sturm & Klang                                             | 27. September 2024 | Liedermacher |                                        |
| Live Amsterdam 2006                                                      | Ran Blake und Dave Knife Fabris                                                                                 | ezz-thetics                                               | 2024               | Jazz, Third Stream |                                        |
| Live at Dizzy’s Club: The Music of Elvin & McCoy                         | Gerald Cannon                                                                                                   | Woodneck Records                                          | 2024               | Jazz |                                        |
| Live at Fat Tuesday’s, February 9, 1980: First Visit                     | Cecil Taylor Unit                                                                                               | Ezz-Thetics                                               | 1. März 2024       | Jazz |                                        |
| Live at FreeJazzSaar 2019                                                | Frank Paul Schubert, Michel Pilz, Stefan Scheib und Klaus Kugel                                                 | Nemu Records                                              | 2024               | Jazz |                                        |
| Live at H15 Studio                                                       | Kresten Osgood Quintet                                                                                          | ILK Music                                                 | 7. Juni 2024       | Jazz |                                        |
| Live at Jazz Festival Willisau 2023                                      | WHO Trio | Ezz-thetics                                               | 2024               | Jazz |                                        |
| Live at Mezzrow                                                          | Roger Kellaway                                                                                                  | Cellar Music                                              | 17. Mai 2024       | Jazz |                                        |
| Live at the 188 Club                                                     | Aurora Nealand, Mark Helias und Tim Berne                                                                       | Screwgun Records                                          | 2024               | Jazz |                                        |
| Live at the Adler Planetarium                                            | Rob Mazurek & Exploding Star Orchestra                                                                          | International Anthem                                      | 2024               | Jazz, Fusion |                                        |
| Live at the Captain’s Cabin                                              | Charles Tolliver                                                                                                | Real to Reel, Cellar Live                                 | 29. November 2024  | Jazz |                                        |
| Live from Studio Rivbea: July 12, 1975                                   | Kalaparusha Maurice McIntyre                                                                                    | NoBusiness Records                                        | 2024               | Jazz |                                        |
| Live in Stockholm                                                        | Rudi Mahall, Olaf Rupp & Kasper Tom                                                                             | Audiosemantics                                            | 2024               | Jazz, Neue Improvisationsmusik |                                        |
| Live in St. Johann                                                       | Joëlle Léandre, Elisabeth Harnik und Zlatko Kaučič                                                              | Fundacja Słuchaj                                          | 14. Mai 2024       | Jazz, Neue Improvisationsmusik |                                        |
| Live Lugano 1984                                                         | Steve Lacy Three                                                                                                | Ezz-thetics                                               | 2024               | Jazz |                                        |
| Lost Tapes, Teil 1                                                       | Céline | A Million, BTGS, Groove Attack                            | 18. Oktober 2024   | Deutscher Hip-Hop, Pop | EP                                     |
| Lotus Blossom                                                            | Alex Hendriksen mit Fabian Gisler und Paul Amereller                                                            | ezz-thetics                                               | 3. Mai 2024        | Jazz |                                        |
| Lovely Music                                                             | Simon Nabatov Quartet featuring Ralph Alessi                                                                    | Clean Feed Records                                        | 2024               | Jazz |                                        |
| Lower Marsh                                                              | John Butcher mit Angharad Davies, John Edwards, Mark Sanders und Pat Thomas                                     | Ni Vu Ni Connu                                            | 2024               | Neue Improvisationsmusik |                                        |
| Loyal to Myself                                                          | Lena | Polydor                                                   | 31. Mai 2024       | Pop |                                        |
| Luck and Strange                                                         | David Gilmour                                                                                                   |                                                           | 6. September 2024  | Bluesrock, Progressive Rock |                                        |
| Maca Conu                                                                | Jonas Cambien’s Maca Conu                                                                                       | Clean Feed Records                                        | 26. Januar 2024    | Jazz |                                        |
| Magical Incantation                                                      | Ivo Perelman und Matthew Shipp                                                                                  | Soul City Sounds                                          | 2024               | Jazz, Neue Improvisationsmusik |                                        |
| Matador                                                                  | Olexesh | 385idéal                                                  | 12. Januar 2024    | Deutscher Hip-Hop |                                        |
| Maetrix                                                                  | Trondheim Jazz Orchestra und Espen Berg                                                                         | Odin Records                                              | 2024               | Jazz |                                        |
| Matrix                                                                   | Vanessa Mai | Ariola                                                    | 3. Mai 2024        | Pop |                                        |
| Maua                                                                     | اسم Ism | 577 Records                                               | 16. Februar 2024   | Jazz |                                        |
| Measured Response                                                        | Josh Lawrence                                                                                                   | Posi-Tone Records                                         | 24. Mai 2024       | Jazz |                                        |
| Mestizx                                                                  | Ibelisse Guardia Ferragutti und Frank Rosaly                                                                    | Nonesuch Records, International Anthem                    | 2024               | Jazz, Weltmusik |                                        |
| Mia Brentano’s American Diary                                            | Mia Brentano | Mons Records                                              | 16. Februar 2024   | Neo-Klassik, Filmmusik, Jazz, Easy Listening, Klaviermusik, Elektroakustische Musik, Soundcollage, Ambient, New Age, Lounge-Musik |                                        |
| Miles in France 1963 & 1964: The Bootleg Series, Vol. 8                  | Miles Davis Quintet                                                                                             | SONY                                                      | 2024               | Jazz |                                        |
| Miniature America                                                        | Miles Okazaki                                                                                                   | Cygnus Recordings                                         | 2024               | Jazz |                                        |
| Moon Is Doom Backwards                                                   | Sly & the Family Drone                                                                                          | Human Worth                                               | 2024               | Jazz, Fusion |                                        |
| Moon Music                                                               | Coldplay | Parlophone                                                | 4. Oktober 2024    | Pop-Rock |                                        |
| Motionless Pool                                                          | Marina Džukljev und Michael Thieke                                                                              | Scatter Archive                                           | 2024               | Neue Improvisationsmusik |                                        |
| My Ideal                                                                 | Catherine Russell und Sean Mason                                                                                | Dot Time Records                                          | 2024               | Jazz |                                        |
| Nach Haus                                                                | Reinhard Mey | Universal Music GmbH                                      | 3. Mai 2024        | Liedermacher |                                        |
| NatJim                                                                   | Natsuki Tamura und Jim Black                                                                                    | Libra Records                                             | 17. Mai 2024       | Jazz |                                        |
| Near Blue: A Taste of Melancholy                                         | Franz Koglmann                                                                                                  | ezz-thetics                                               | 2. Februar 2024    | Jazz |                                        |
| New Concepts in Jazz Piano Trio                                          | Matthew Shipp Trio                                                                                              | ESP-Disk                                                  | 2024               | Jazz |                                        |
| No Toxic                                                                 | Roby Glod, Christian Ramond und Klaus Kugel                                                                     | Nemu Records                                              | 2024               | Jazz, Neue Improvisationsmusik |                                        |
| Nonetheless                                                              | Pet Shop Boys                                                                                                   | Parlophone                                                | 26. April 2024     | Pop |                                        |
| Normal Sounds                                                            | Lia Kohl | Moon Glyph                                                | 30. August 2024    | Neue Improvisationsmusik, Ambient, Experimentelle Musik                                                                           |                                        |
| Now!                                                                     | Marek Pospieszalski Octet und Zoh Amba                                                                          | Instant Classic                                           | 2024               | Jazz |                                        |
| Nublues                                                                  | Joel Ross | Blue Note Records                                         | 2024               | Jazz |                                        |
| Nur Liebe                                                                | Maite Kelly | Electrola                                                 | 28. März 2024      | Schlager |                                        |
| Nur zu Besuch                                                            | Madeline Juno                                                                                                   | Embassy of Music                                          | 26. Januar 2024    | Pop |                                        |
| Object of Unknown Function                                               | Brandon Seabrook                                                                                                | Pyroclastic Records                                       | 18. Oktober 2024   | Jazz, Neue Improvisationsmusik |                                        |
| Oddworld                                                                 | Ocean Grove | SharpTone Records                                         | 22. November 2024  | Nu Metal, Metalcore, Hardcore Punk                                                                                                |                                        |
| Of Rivers                                                                | Kyle Bruckmann                                                                                                  | New Focus Recordings                                      | 2024               | Neue Improvisationsmusik, Neue Musik                                                                                              |                                        |
| Off                                                                      | Alligatoah | Groove Attack                                             | 22. März 2024      | Deutscher Hip-Hop, Nu Metal, Rock                                                                                                 |                                        |
| Oktober in Europa                                                        | Antilopen Gang                                                                                                  | Antilopen Geldwäsche                                      | 5. April 2024      | Deutscher Hip-Hop |                                        |
| One Assassination Under God – Chapter 1                                  | Marilyn Manson                                                                                                  | Nuclear Blast                                             | 22. November 2024  | Alternative Rock, Alternative Metal                                                                                               |                                        |
| One Hand Clapping                                                        | Paul McCartney & Wings                                                                                          | EMI/Universal Music                                       | 14. Juni 2024      | Pop |                                        |
| Open Me: A Higher Consciousness of Sound and Spirit                      | Kahil El’Zabar’s Ethnic Heritage Ensemble                                                                       | Spiritmuse                                                | 2024               | Jazz |                                        |
| Orquídeas                                                                | Kali Uchis | Geffen Records                                            | 12. Januar 2024    | R&B, Reggae, Pop, Synthiepop, Neo Soul                                                                                            |                                        |
| Out from Athens                                                          | Pandelis Karayorgis und George Kokkinaris                                                                       | Driff Records                                             | 2024               | Jazz, Neue Improvisationsmusik |                                        |
| Out on a Limb                                                            | Steve Hirsh, Steve Swell, Jim Clouse und William Parker                                                         | Soul City Sounds                                          | 2024               | Jazz, Neue Improvisationsmusik |                                        |
| Painting with John                                                       | John Lurie | Royal Potato Family                                       | 2024               | Jazz |                                        |
| Palladio a Palla!                                                        | Gogoducks | nusica.org                                                | 2024               | Jazz, Neue Improvisationsmusik |                                        |
| Papercuts (Singles Collection 2000–2023)                                 | Linkin Park | Warner                                                    | 12. April 2024     | Rock |                                        |
| Parallel Streams                                                         | John Butcher, Luigi Marino und Mark Wastell                                                                     | Confront                                                  | 2024               | Neue Improvisationsmusik |                                        |
| Passacaglia                                                              | Adam Bałdych und Leszek Możdżer                                                                                 | Imaginary Music, ACT Music                                | 2024               | Jazz |                                        |
| Peaceful Piano                                                           | Nacka Forum | Moserobie Music Production                                | 2024               | Jazz |                                        |
| Perceive Its Beauty, Acknowledge Its Grace                               | Shabaka Hutchings                                                                                               | Impulse! Records/Universal Music                          | 2024               | Jazz |                                        |
| Pink Elephants on Parade                                                 | Sun Ra | Modern Harmonic                                           | 2024               | Jazz |                                        |
| Polonez                                                                  | Lumpeks | Umlaut Records                                            | 2024               | Jazz, Neue Volksmusik |                                        |
| Poppin’ in Paris: Live at l’Olympia 1972                                 | Cannonball Adderley                                                                                             | Elemental Music                                           | 2024               | Jazz |                                        |
| Popular Monster                                                          | Falling in Reverse                                                                                              | Epitaph Records                                           | 16. August 2024    | Metalcore, Post-Hardcore |                                        |
| PorchBone                                                                | Jorrit Dijkstra’s PorchBone                                                                                     | Driff Records                                             | 23. Juli 2024      | Jazz | Debütalbum                             |
| Post Human: Nex Gen                                                      | Bring Me the Horizon                                                                                            | RCA Records                                               | 24. Mai 2024       | Alternative Metal, Post-Hardcore, Metalcore, Pop Punk, Electronic Rock                                                            |                                        |
| Precipice                                                                | Ill Considered                                                                                                  | New Soil                                                  | 2024               | Jazz |                                        |
| Prohibido andar en sulky                                                 | Santiago Leibson                                                                                                | Eyes & Ears Records                                       | 6. Dezember 2024   | Jazz |                                        |
| Propulsion                                                               | Dave Rempis, Jason Adasiewicz, Joshua Abrams und Tyler Damon                                                    | Aerophonic Records                                        | 2024               | Jazz |                                        |
| Pulsar                                                                   | William Parker, Hugo Costa und Philipp Ernsting                                                                 | NoBusiness Records                                        | 4. Oktober 2024    | Jazz |                                        |
| Quintet Music                                                            | Travis Reuter                                                                                                   | Selbstverlag                                              | 19. April 2024     | Jazz |                                        |
| Quit                                                                     | Hardy | Big Loud                                                  | 12. Juli 2024      | Country-Rock |                                        |
| Radical Optimism                                                         | Dua Lipa | Warner Records                                            | 3. Mai 2024        | Psychedelic-Pop |                                        |
| Reid/Edwards/Coudoux                                                     | Tomeka Reid, Isidora Edwards, Elisabeth Coudoux                                                                 | Relative Pitch Records                                    | 2024               | Neue Improvisationsmusik |                                        |
| Rising                                                                   | Jasmine Myra | Gondwana                                                  | 3. Mai 2024        | Jazz |                                        |
| Rite Here Rite Now                                                       | Ghost | Spinefarm Records                                         | 26. Juli 2024      | Heavy Metal | Soundtrackalbum                        |
| Run the Gauntlet                                                         | The Kris Davis Trio                                                                                             | Pyroclastic Records                                       | 2024               | Jazz |                                        |
| Sakuraza                                                                 | Giovanni Di Domenico, Eiko Ishibashi, Jim O’Rourke, Kei Matsumaru und Tatsuhisa Yamamoto                        | Modern Obscure Music                                      | 2024               | Neue Improvisationsmusik |                                        |
| Saviors                                                                  | Green Day | Reprise Records                                           | 19. Januar 2024    | Punkrock, Alternative Rock, Pop-Punk                                                                                              |                                        |
| Sax QT (Lorraine) 2022                                                   | Anthony Braxton Saxophone Quartet                                                                               | I Dischi di Angelica                                      | 28. März 2024      | Neue Improvisationsmusik |                                        |
| See Creatures Live in Shreveport                                         | Lisa Cameron und Sandy Ewen                                                                                     | H & S Ranch                                               | 2024               | Neue Improvisationsmusik, Ambient                                                                                                 |                                        |
| Sei nel l’anima                                                          | Gianna Nannini                                                                                                  | Columbia Records                                          | 22. März 2024      | Rock |                                        |
| Selene’s View                                                            | Orchestra Nazionale della Luna                                                                                  | BMC Records                                               | 2024               | Jazz |                                        |
| Semiconductor Taxidermy for the Masses                                   | Scarla O’Horror                                                                                                 | Not Applicable                                            | 20. September 2024 | Jazz, Fusion |                                        |
| Six Hands Open As One                                                    | Izumi Kimura, Barry Guy und Gerry Hemingway                                                                     | Fundacja Słuchaj                                          | 2024               | Neue Improvisationsmusik, Jazz |                                        |
| Skyllumina                                                               | Ruth Goller | International Anthem                                      | 2024               | Jazz |                                        |
| Small Medium Large                                                       | SML | International Anthem                                      | 2024               | Fusion |                                        |
| Solo Bern 1984: First Visit                                              | Anthony Braxton                                                                                                 | ezz-thetics                                               | 2024               | Jazz, Neue Improvisationsmusik |                                        |
| Something Happened                                                       | Michael Moore, John Pope und Johnny Hunter                                                                      | New Jazz and Improvised Music Recordings                  | 2024               | Jazz |                                        |
| Songs of a Lost World                                                    | The Cure | Fiction Records                                           | 1. November 2024   | Alternative Rock |                                        |
| Space Cube Jazz                                                          | Matthew Shipp & Steve Swell                                                                                     | RogueArt                                                  | 12. Januar 2024    | Neue Improvisationsmusik |                                        |
| Speak, Moment                                                            | Dave Harrington, Max Jaffe und Patrick Shiroishi                                                                | AKP Recordings                                            | 2024               | Jazz, Neue Improvisationsmusik |                                        |
| Spirit Stronger Than Blood                                               | Frank London & The Elders                                                                                       | ESP-Disk                                                  | 2024               | Jazz |                                        |
| Spi-raling Horn                                                          | Jason Stein, Marilyn Crispell, Damon Smith und Adam Shead                                                       | Balance Point Acoustics, Irritable Mystic                 | 2024               | Jazz, Neue Improvisationsmusik |                                        |
| Still King                                                               | Kollegah | Alpha Music Empire                                        | 2. August 2024     | Deutscher Hip-Hop |                                        |
| Stretchin’ With                                                          | Miles Davis Quintet Orchestra!                                                                                  | Hector                                                    | 2024               | Neue Improvisationsmusik |                                        |
| Summertime                                                               | Jonathan Moritz und Mike Pride                                                                                  | Neither/Nor Records                                       | 2024               | Jazz, Neue Improvisationsmusik |                                        |
| Sundiver                                                                 | Boston Manor | SharpTone Records                                         | 6. September 2024  | Alternative Rock |                                        |
| Supercharged                                                             | The Offspring                                                                                                   | Concord Records                                           | 11. Oktober 2024   | Punkrock, Pop-Punk |                                        |
| Sustain                                                                  | AALY Trio | Silkheart Records                                         | 2024               | Jazz, Neue Improvisationsmusik |                                        |
| Synergetic Matches                                                       | Elisabeth Harnik und Udo Schindler                                                                              | Klanggalerie                                              | 2024               | Neue Improvisationsmusik |                                        |
| Tangk                                                                    | Idles | Partisan Records                                          | 16. Februar 2024   | Post-Punk |                                        |
| Tapestry                                                                 | Vazesh | Earshift Music                                            | 2024               | Jazz, Weltmusik |                                        |
| Testament                                                                | Fire! | Rune Grammofon                                            | 2024               | Jazz |                                        |
| The Almighty                                                             | Isaiah Collier & The Chosen Few                                                                                 | Division 81                                               | 26. April 2024     | Jazz |                                        |
| The Carnegie Hall Concert                                                | Alice Coltrane                                                                                                  | Impulse! Records                                          | 2024               | Jazz |                                        |
| The Cliffhanger Session                                                  | Ignaz Schick, Ingebrigt Håker Flaten und Oliver Steidle                                                         | Zarek                                                     | 2024               | Jazz, Neue Improvisationsmusik |                                        |
| The Crop Circles Suite                                                   | Matt Lavelle | Mahakala Music                                            | 2024               | Jazz |                                        |
| The Dark, the Light, the Grey and the Colorful                           | JD Allen | Savant                                                    | 2024               | Jazz |                                        |
| The Data                                                                 | Matthew Shipp                                                                                                   | RogueArt                                                  | 2024               | Jazz |                                        |
| The Death of Slim Shady (Coup de Grâce)                                  | Eminem | Shady Records, Aftermath, Interscope                      | 12. Juli 2024      | Hip-Hop |                                        |
| The Dublin Concert                                                       | Louis Stewart und Jim Hall                                                                                      | Livia Records                                             | 2024               | Jazz |                                        |
| The Epicenter of Your Dreams                                             | John Escreet | Blue Room Music                                           | 2024               | Jazz |                                        |
| The Film 2                                                               | Yoasobi | Sony Music Entertainment Japan                            | 10. April 2024     | J-Pop | Videoalbum                             |
| The Gesture of Sound / The Gesture of Colour                             | Roberto Bonati Chironomic Orchestra                                                                             | ParmaFrontiere                                            | 24. Oktober 2024   | Neue Improvisationsmusik |                                        |
| The Glass Changes Shape                                                  | John Butcher / Florian Stoffner und Chris Corsano                                                               | Relative Pitch Records                                    | 4. Oktober 2024    | Neue Improvisationsmusik |                                        |
| The Human Factor                                                         | Ensemble 5 | ezz-thetics                                               | 2024               | Jazz |                                        |
| The Hunger Artist                                                        | Anthony Pirog                                                                                                   | Otherly Love                                              | 17. Mai 2024       | Fusion |                                        |
| The Invisible                                                            | Dirk Serries, Rodrigo Amado und Andrew Lisle                                                                    | Klanggalerie                                              | 2024               | Jazz, Neue Improvisationsmusik |                                        |
| The Knapsack, the Hat, and the Horn                                      | Hein Westgaard, Katt Hernandez und Raymond Strid                                                                | Gotta Let It Out                                          | 2024               | Jazz, Neue Improvisationsmusik |                                        |
| The Land of Thulê                                                        | Burzum | Byelobog Productions                                      | April 2024         | Extreme Metal, Ambient |                                        |
| The Legendary Trio at Birdland 1960 Revisited                            | Bill Evans | ezz-thetics                                               | 2024               | Jazz |                                        |
| The Mandrake Project                                                     | Bruce Dickinson                                                                                                 | BMG                                                       | 1. März 2024       | Heavy Metal |                                        |
| The Mayfield                                                             | The Mayfield | Intakt Records                                            | August 2024        | Elektroakustische Musik, Neue Improvisationsmusik                                                                                 |                                        |
| The Mechanics of Nature                                                  | The Beat Freaks und Ralph Alessi                                                                                |                                                           | 2024               | Jazz, Neue Improvisationsmusik |                                        |
| The Next Step Band: Live at Smalls 1996                                  | Kurt Rosenwinkel                                                                                                | Heartcore Records                                         | 2024               | Jazz |                                        |
| The Old Country: More from the Deer Head Inn                             | Keith Jarrett, Gary Peacock & Paul Motian                                                                       | ECM Records                                               | 8. November 2024   | Jazz |                                        |
| The Party Never Ends                                                     | Juice Wrld |                                                           | 29. November 2024  | Hip-Hop |                                        |
| The Pilgrimage                                                           | Arne Jansen, Anders Jormin und Uwe Steinmetz                                                                    | Traumton Records                                          | 2024               | Jazz |                                        |
| The Salerno Concert                                                      | Bob Mover und Walter Davis junior                                                                               | Reel to Real                                              | 2024               | Jazz |                                        |
| The Solar Model of Ibn Al-Shatir                                         | Pat Thomas | Otoroku                                                   | 2024               | Jazz |                                        |
| The Susceptible Now                                                      | Tyshawn Sorey                                                                                                   | Pi Recordings                                             | 11. Oktober 2024   | Jazz |                                        |
| The Tortured Poets Department                                            | Taylor Swift | Republic Records                                          | 19. April 2024     | Synthiepop, Pop-Rock |                                        |
| The Way                                                                  | Joachim Kühn | ACT                                                       | 2024               | Jazz |                                        |
| The Way Out of Easy                                                      | Jeff Parker ETA IVtet                                                                                           | International Anthem                                      | 22. November 2024  | Jazz |                                        |
| There Goes the Neighbourhood                                             | Kid Kapichi | Spinefarm Records                                         | 15. März 2024      | Alternative Rock, Punk |                                        |
| There Is a Garden                                                        | Beings | No Quarter                                                | 2024               | Fusion |                                        |
| Thin Peaks                                                               | Microtub (Robin Hayward, Peder Simonsen und Martin Taxt)                                                        | Thanatosis Produktion                                     | 2024               | Neue Musik, Neue Improvisationsmusik                                                                                              |                                        |
| This Full Mouth                                                          | Guilherme Rodrigues, Ben Bennett & Ernesto Rodrigues                                                            | Creative Sources                                          | 24. Mai 2024       | Neue Improvisationsmusik |                                        |
| This Rock We’re On: Imaginary Letters                                    | Mike Holober und The Gotham Jazz Orchestra                                                                      | Palmetto Records                                          | 2024               | Jazz |                                        |
| Three for Shepp                                                          | Marion Brown | Impulse! Records                                          | 2024               | Jazz |                                        |
| Time Will Tell                                                           | Andy Milne & Unison                                                                                             | Sunnyside Records                                         | 2024               | Jazz |                                        |
| Timing Birds                                                             | Silvia Bolognesi, Dudù Kouaté und Griffin Rodriguez                                                             | Astral Spirits                                            | 2024               | Jazz, Weltmusik |                                        |
| To the Point                                                             | Devin Gray | Rataplan Records                                          | 2024               | Jazz |                                        |
| Transfiguration                                                          | James Brandon Lewis Quartet                                                                                     | Intakt Records                                            | 16. Februar 2024   | Jazz |                                        |
| Traumsequenz                                                             | Moritz Stahl Quintett                                                                                           | Unit Records                                              | 2024               | Jazz |                                        |
| Travelogue                                                               | Jerome Deupree, Matthew Shipp und Joe Morris                                                                    | Fundacja Słuchaj                                          | 2024               | Jazz |                                        |
| Trio Plays Standards                                                     | Pablo Held | Hopalit                                                   | 2024               | Jazz |                                        |
| Truth Seeker                                                             | Ivo Perelman, Mark Helias und Tom Rainey                                                                        | Fundacja Słuchaj                                          | 2024               | Jazz |                                        |
| Umbra II                                                                 | Stemeseder Lillinger Quartet                                                                                    | Intakt Records                                            | 2024               | Jazz |                                        |
| Und der Anschlag auf die U8                                              | K.I.Z. | Eklat Tonträger (Warner Music)                            | 21. Juni 2024      | Alternative Hip-Hop |                                        |
| Undergrowth                                                              | Hayden Powell                                                                                                   | Periskop                                                  | 2024               | Jazz |                                        |
| Unionen                                                                  | Unionen | We Jazz Records                                           | 2024               | Jazz |                                        |
| Unknown Rivers                                                           | Luke Stewart’s Silt Trio                                                                                        | Pi Recordings                                             | 3. Mai 2024        | Jazz |                                        |
| Unlockings                                                               | John Butcher mit Angharad Davies, Mark Sanders und Pat Thomas                                                   | Ni Vu Ni Connu                                            | 2024               | Jazz, Neue Improvisationsmusik |                                        |
| Unusual Object                                                           | Josh Johnson | Northern Spy Records                                      | 2024               | Jazz |                                        |
| Unwritten                                                                | Kaze | Circum-Libra Records                                      | 2024               | Jazz |                                        |
| Valle Aurelia                                                            | Marco Colonna und Andrea Centra                                                                                 | Folderol Records                                          | 2024               | Jazz |                                        |
| Vibe Provider                                                            | Emmet Cohen | Mack Avenue Records                                       | 23. August 2024    | Jazz |                                        |
| Voices of Bishara Live at Mu                                             | Tom Skinner | International Anthem                                      | 2024               | Jazz |                                        |
| Volatile Object                                                          | Fictional Souvenirs                                                                                             | Trost Records                                             | 2024               | Jazz, Neue Improvisationsmusik |                                        |
| Vox Populi Vox Dei                                                       | Ivo Perelman, Iva Bittová und Michael Bisio                                                                     | Mahakala Muaic                                            | 2024               | Neue Improvisationsmusik |                                        |
| Vultures 2                                                               | ¥$ (Kanye West & Ty Dolla Sign)                                                                                 | Yeezy Sound                                               | 3. August 2024     | Contemporary R&B, Hip-Hop |                                        |
| Wake Up the Wicked                                                       | Powerwolf | Napalm Records                                            | 26. Juli 2024      | Power Metal |                                        |
| Was Here                                                                 | Stand Atlantic                                                                                                  | Hopeless Records                                          | 23. August 2024    | Pop-Punk |                                        |
| Webo                                                                     | Charles Gayle, William Parker und Milford Graves                                                                | Black Editions                                            | 2024               | Jazz |                                        |
| Wenn es sich gut anfühlt                                                 | Sophia | Vertigo Records                                           | 6. September 2024  | Pop |                                        |
| What About?                                                              | Christiane Bopp, Bernard Santacruz und Bruno Tocanne                                                            | Instant Musics Records                                    | 26. Oktober 2024   | Jazz, Neue Improvisationsmusik |                                        |
| What Times Are These                                                     | Jamie Baum Septet+                                                                                              | Sunnyside Records                                         | 2024               | Jazz |                                        |
| Where Do You Go?                                                         | Cornelia Nilsson                                                                                                | Stunt Records                                             | 23. Februar 2024   | Jazz |                                        |
| Whirlwind                                                                | Lainey Wilson                                                                                                   | BBR Music Group                                           | 23. August 2024    | Country |                                        |
| Whisky a Go Go 1968                                                      | Frank Zappa & The Mothers of Invention                                                                          | Zappa Records                                             | Juni 2024          | Rock |                                        |
| Wild Peacock in Transit                                                  | SORBD | Relative Pitch Records                                    | 19. Juli 2024      | Jazz, Neue Improvisationsmusik |                                        |
| Wingbeats                                                                | Thumbscrew | Cuneiform Records                                         | 2024               | Jazz |                                        |
| Wood Blues                                                               | Ahmed | Astral Spirits                                            | 2024               | Jazz |                                        |
| Wow: Live at the Childe Harold                                           | Al Jarreau | Resonance Records                                         | 2024               | Jazz |                                        |
| Wyth                                                                     | Rhodri Davies                                                                                                   | AMGEN                                                     | 2024               | Neue Improvisationsmusik | Kompilationsbox                        |
| Y’Y                                                                      | Amaro Freitas                                                                                                   | Psychic Hotline                                           | 2024               | Jazz |                                        |
| You Think This America                                                   | Tarbaby | Giant Steps Records                                       | 2024               | Jazz |                                        |
| Zanmu                                                                    | Ado | Universal Music Japan, Virgin Music                       | 10. Juli 2024      | J-Pop, Vocaloid-Musik |                                        |
| Zealous Angles                                                           | Matt Mitchell                                                                                                   | Pi Recordings                                             | 16. August 2024    | Jazz, Neue Improvisationsmusik |                                        |

## Gestorben

### Januar
- 02. Januar: Peter Berkos, US-amerikanischer Tontechniker (101)
- 02. Januar: Chris Karrer, deutscher Multiinstrumentalist und Komponist (76)
- 02. Januar: Bill Smith, US-amerikanischer Jazz- und Unterhaltungsmusiker (Schlagzeug) (89)
- 04. Januar: Morfi Grei, spanischer Rocksänger (64)
- 04. Januar: Glynis Johns, britische Schauspielerin, Pianistin, Sängerin und Tänzerin (100)
- 04. Januar: Rui Mingas, angolanischer Sänger, Gitarrist, Komponist und Politiker (84)
- 04. Januar: David Soul, US-amerikanischer Schauspieler und Sänger (80)
- 05. Januar: Larry Collins, US-amerikanischer Rockabilly-Gitarrist (79)
- 05. Januar: Carl Grubbs, US-amerikanischer Jazzmusiker (79)
- 06. Januar: Don Edmonds, US-amerikanischer Jazzmusiker (Piano) (≈84)
- 07. Januar: Joan Acocella, US-amerikanische Tanzkritikerin und Buchautorin (78)
- 07. Januar: Jacky Boyadjian, französischer Jazzmusiker (79)
- 07. Januar: Tony Clarkin, britischer Musiker und Songwriter (77)
- 08. Januar: Guy Bonnet, französischer Sänger, Komponist und Liedtexter (78)
- 08. Januar: Phill Niblock, US-amerikanischer Künstler und Komponist (90)
- 08. Januar: Gian Franco Reverberi, italienischer Komponist (89)
- 08. Januar: Arnaldo Trindade, portugiesischer Musikproduzent und Plattenlabelbetreiber (89)
- 09. Januar: Rashid Khan, indischer klassischer Sänger (55)
- 09. Januar: James Kottak, US-amerikanischer Schlagzeuger (61)
- 09. Januar: Mar Mar Aye, myanmarische Sängerin (81)
- 09. Januar: Michel Ripoche, französischer Jazzmusiker (Geige) (≈71)
- 09. Januar: Hugues Vincent, französischer Cellist, Komponist und Improvisator (49)
- 10. Januar: Rosana Romero, spanische Tänzerin (46)
- 10. Januar: Göte Wilhelmson, schwedischer Jazzmusiker (Akkordeon, Piano), Orchesterleiter und Musikproduzent (95)
- 11. Januar: Klaus Becker, deutscher Oboist (70)
- 11. Januar: Sigi Schwab, deutscher Gitarrist und Komponist (83)
- 12. Januar: Bill Hayes, US-amerikanischer Schauspieler und Sänger (98)
- 13. Januar: Prabha Atre, indische klassische Sängerin, Komponistin und Musikpädagogin (91)
- 13. Januar: Herbert Ermert, deutscher Dirigent und Pianist (87)
- 13. Januar: Romuald Twardowski, polnischer Komponist und Pädagoge (93)
- 14. Januar: Jerry Coker, US-amerikanischer Jazzmusiker und Autor (91)
- 14. Januar: Ursula Höpfner-Tabori, deutsche Tänzerin und Schauspielerin (74)
- 14. Januar: Nat Lee, US-amerikanischer Musiker (Keyboards, Arrangement) (69)
- 14. Januar: Bob Rusch, US-amerikanischer Jazz-Kritiker und Musikproduzent (80)
- 15. Januar: Richetta Manager, US-amerikanische Opernsängerin (70)
- 16. Januar: Charles Austin, US-amerikanischer Jazzmusiker (93)
- 16. Januar: Jürgen Eppelsheim, deutscher Musikwissenschaftler (93)
- 16. Januar: Freddy Geiger, Schweizer Festivalmanager (68)
- 16. Januar: Laurie Johnson, britischer Filmkomponist (96)
- 16. Januar: Peter Schickele, US-amerikanischer Komponist (88)
- 17. Januar: Gerd Uecker, deutscher Musikpädagoge, Musik- und Operndirektor (77)
- 17. Januar: Frank Ziegert, deutscher Punksänger (66)
- 18. Januar: Jirō Inagaki, japanischer Jazz- und Fusionmusiker (Saxophon, Komposition) (90)
- 18. Januar: Ivan Moody, britischer Komponist, Dirigent und Musikwissenschaftler (59)
- 19. Januar: Charles Boles, US-amerikanischer Jazzmusiker (91)
- 19. Januar: Ewa Podleś, polnische Opernsängerin (71)
- 19. Januar: Marlena Shaw, US-amerikanische Sängerin (81)
- 19. Januar: Pluto Shervington, jamaikanischer Musiker (73)
- 19. Januar: Mary Weiss, US-amerikanische Sängerin (75)
- 20. Januar: Philippe Combelle, französischer Jazz-Schlagzeuger (84)
- 20. Januar: Zoran Erić, jugoslawischer bzw. serbischer Komponist (73)
- 20. Januar: Frank Shea, US-amerikanischer Schlagzeuger (93)
- 21. Januar: Rony Verbiest, belgischer Akkordeonist (67)
- 22. Januar: Sergei Jefremenko, russischer Sänger, Komponist und Multiinstrumentalist (51)
- 22. Januar: Richard Reiter, US-amerikanischer Jazzmusiker (76)
- 22. Januar: Margo Smith, US-amerikanische Sängerin (81)
- 23. Januar: Black Kappa, jamaikanischer Rapper (46)
- 23. Januar: Frank Farian, deutscher Musikproduzent, Komponist und Sänger (82)
- 23. Januar: Melanie, US-amerikanische Sängerin und Songwriterin (76)
- 23. Januar: Romana Vaccaro, tschechisch-deutsche Opernsängerin (67)
- 25. Januar: Bruno Amstad, Schweizer Sänger und Improvisationsmusiker (59)
- 25. Januar: Bob Erlendson, kanadischer Jazzmusiker (94)
- 25. Januar: Michel Hausser, französischer Jazzmusiker (96)
- 26. Januar: Dean Brown, US-amerikanischer Gitarrist (68)
- 27. Januar: Lillebjørn Nilsen, norwegischer Sänger (73)
- 28. Januar: Willi Johanns, deutscher Jazzsänger und Grafiker (90)
- 29. Januar: Tony Cedras, südafrikanischer Jazzmusiker (71)
- 29. Januar: Ivars Galenieks, lettischer Bassist (71)
- 30. Januar: Hinton Battle, US-amerikanischer Schauspieler und Tänzer (67)
- 30. Januar: Chita Rivera, US-amerikanische Schauspielerin und Tänzerin (91)
- 31. Januar: Ed Reed, US-amerikanischer Jazzsänger (94)
- 00. Januar: Herbert Müller, österreichischer Musiker, Journalist und Schallplattenmanager (91)
- 00. Januar: Ulrik Remy, deutscher Schriftsteller, Komponist und Liedermacher (74)
- 00. Januar: Ernst August Wehmer, deutscher Punksänger (72)
- 00. Januar: Jan Wigger, deutscher Musikkritiker (50)

### Februar
- 02. Februar: Wilhelmenia Fernandez, US-amerikanische Opernsängerin (75)
- 02. Februar: Wayne Kramer, US-amerikanischer Gitarrist, Sänger und Komponist (75)
- 03. Februar: Aston Barrett, jamaikanischer Reggae-Bassist (77)
- 03. Februar: Tonny Landy, dänischer Schauspieler und Tenor (86)
- 03. Februar: Virginia López, puerto-ricanische Sängerin (95)
- 04. Februar: Alice Darr, US-amerikanische Jazzmusikerin (93)
- 05. Februar: Kurt Hofmann, deutscher Brahmsforscher und Sammler (92)
- 05. Februar: Toby Keith, US-amerikanischer Country-Sänger (62)
- 05. Februar: René Toledo, kubanischer Gitarrist (66)
- 06. Februar: Pablo Grant, US-amerikanisch-französischer Schauspieler und Rapper (26)
- 06. Februar: Patty McGovern, US-amerikanischer Pop- und Jazzmusikerin (95)
- 06. Februar: Zaven Melikian, US-amerikanischer Geiger (94)
- 06. Februar: Seiji Ozawa, japanischer Dirigent und Komponist (88)
- 06. Februar: John Quara, US-amerikanischer Jazzgitarrist (99)
- 07. Februar: Henry Fambrough, US-amerikanischer Sänger (85)
- 07. Februar: Tony Middleton, US-amerikanischer Sänger (89)
- 07. Februar: Mojo Nixon, US-amerikanischer Rockmusiker (66)
- 08. Februar: Warmduscher, deutscher Musikproduzent und DJ (52)
- 09. Februar: Damo Suzuki, japanischer Sänger (74)
- 09. Februar: Jimmy Van Eaton, US-amerikanischer Schlagzeuger (86)
- 10. Februar: Johanna von Koczian, deutsche Schauspielerin, Sängerin, Schriftstellerin und Synchronsprecherin (90)
- 10. Februar: Fritz Puppel, deutscher Rockmusiker (79)
- 11. Februar: Ladislav Burlas, slowakischer Komponist und Musikwissenschaftler (96)
- 11. Februar: Franz Haselböck, österreichischer Organist und Musikpädagoge (84)
- 11. Februar: Christian Jaudes, US-amerikanischer Jazzmusiker (Trompete) und Hochschullehrer (64)
- 11. Februar: Artur Schütt, deutscher Pädagoge, Librettist und Autor (91)
- 12. Februar: Cliff Colnot, US-amerikanischer Musiker und Arrangeur (76)
- 12. Februar: Tamás Deák, ungarischer Komponist und Musiker (95)
- 12. Februar: Rudolf Jansen, niederländischer Pianist, Organist und Cembalist (84)
- 12. Februar: Tom Plsek, US-amerikanischer Posaunist und Hochschullehrer (76)
- 13. Februar: Kerry „Fatman“ Hunter, US-amerikanischer Schlagzeuger (53)
- 13. Februar: Alan Tomlinson, britischer Improvisationsmusiker (76)
- 14. Februar: Santiago Giacobbe, argentinischer Pianist (91)
- 15. Februar: Paul Schmeling, US-amerikanischer Jazzpianist und Hochschullehrer (85)
- 16. Februar: Reuben Jackson, US-amerikanischer Jazzhistoriker (67)
- 16. Februar: Ben Lanzarone, US-amerikanischer Komponist für Film und Fernsehen (85)
- 19. Februar: Steve Paxton, US-amerikanischer Tänzer und Choreograf (85)
- 19. Februar: Bobby Tench, britischer Rockmusiker (79)
- 20. Februar: Kiev Stingl, deutscher Musiker und Autor (80)
- 21. Februar: Roberto Darvin, uruguayischer Sänger, Gitarrist und Liedermacher (82)
- 21. Februar: Hansi Fink, deutscher Musiker (72)
- 21. Februar: Getachew Kassa, äthiopischer Sänger (79)
- 21. Februar: Thomas Rübenacker, deutscher Cellist, Musikkritiker, Journalist und Rundfunkmoderator (71)
- 22. Februar: Roni Stoneman, US-amerikanische Bluegrass-Musikerin (85)
- 23. Februar: Janusz Nowotarski, polnischer Holzbläser (79)
- 23. Februar: Tina Rainford, deutsche Sängerin (77)
- 24. Februar: Juana Bacallao, kubanische Sängerin und Performerin (98)
- 24. Februar: Ole Molin, dänischer Jazzgitarrist (87)
- 25. Februar: Peter Anthony Morgan, jamaikanischer Reggae-Musiker (46)
- 25. Februar: Georg Riedel, schwedischer Musiker und Komponist (90)
- 25. Februar: Martin Spitzer, österreichischer Jazzgitarrist (58)
- 25. Februar: Martin Weiss, deutscher Jazzmusiker (62)
- 26. Februar: John Minnock, US-amerikanischer Jazzmusiker (≈58)
- 26. Februar: Stein Winge, norwegischer Theater- und Opernregisseur (83)
- 28. Februar: Bob Heil, US-amerikanischer Tontechniker (83)
- 29. Februar: Johnny Gentle, britischer Sänger (87)
- 00. Februar: Bill Allred, US-amerikanischer Jazzposaunist (87)
- 00. Februar: Samuel Hubert, französischer Jazzmusiker (Bass) (45)
- 00. Februar: Harold Jefta, südafrikanischer Jazzmusiker (90)

### März
- 01. März: Lynn Fainchtein, mexikanische Musikkuratorin, -wissenschaftlerin, -produzentin und Radiomoderatorin (≈60)
- 01. März: David Johnson, US-amerikanischer Jazzfotograf (97)
- 01. März: Don Wise, US-amerikanischer R&B- und Soul-Saxophonist und -Klarinettist (81)
- 02. März: Jim Beard, US-amerikanischer Fusionmusiker (63)
- 02. März: W. C. Clark, US-amerikanischer Bluesgitarrist, -sänger und -songwriter (84)
- 03. März: Eleanor Collins, kanadische Jazzsängerin (104)
- 03. März: Emmanuëlle, kanadische Sängerin (81)
- 03. März: Oscar Ghiglia, italienischer Gitarrist (85)
- 03. März: Günther Leib, deutscher Opernsänger (96)
- 03. März: Presto, deutscher Rapper (31)
- 03. März: Bill Ramsay, US-amerikanischer Jazzmusiker (95)
- 03. März: Makoto Shinohara, japanischer Komponist und Musikpädagoge (92)
- 04. März: Jean-Pierre Bourtayre, französischer Komponist (82)
- 04. März: Félix Sabal-Lecco, französisch-kamerunischer Schlagzeuger (≈55)
- 05. März: Ralph Beerkircher, deutscher Jazzgitarrist (≈56)
- 05. März: Debra Byrd, US-amerikanische Sängerin (72)
- 05. März: Ray Miller, deutscher Schlagersänger (83)
- 06. März: Alexander Sibirzew, sowjetischer bzw. russischer Opernsänger (88)
- 07. März: Rob Crocker, US-amerikanischer Rundfunkmoderator und Musikproduzent (78)
- 07. März: Françoise Garner, französische Opernsängerin (90)
- 07. März: Steve Lawrence, US-amerikanischer Popsänger, Entertainer und Schauspieler (88)
- 08. März: Ernie Fields junior, US-amerikanischer Musiker (Saxophon, Dudelsack, Komposition) (89)
- 09. März: Guy Touvron, französischer Trompeter (74)
- 10. März: T. M. Stevens, US-amerikanischer Bassist (72)
- 10. März: Karl Wallinger, britischer Musiker (66)
- 11. März: Ray Austin, britisch-deutscher Musiker (81)
- 13. März: Wolfgang Gabriel, österreichischer Komponist, Dirigent und Musikpädagoge (93)
- 13. März: Sylvain Luc, französischer Jazzgitarrist (58)
- 13. März: Aribert Reimann, deutscher Komponist und Pianist (88)
- 14. März: Peter Buck, deutscher Cellist (86)
- 14. März: Byron Janis, US-amerikanischer Pianist, Komponist und Musikwissenschaftler (95)
- 14. März: Angela McCluskey, britische Sängerin und Songwriterin (64)
- 14. März: Susan Osborn, US-amerikanische Sängerin (74)
- 14. März: Lamara Tschkonija, sowjetische Opernsängerin (93)
- 15. März: Hans Blum, deutscher Komponist, Musikproduzent und Sänger (95)
- 17. März: Sandra Crouch, US-amerikanische Gospelmusikerin (81)
- 17. März: Steve Harley, britischer Musiker und Komponist (73)
- 17. März: Antoni Krupa, polnischer Blues- und Jazzmusiker, Musikjournalist (78)
- 18. März: Jimmy Hastings, britischer Jazz- und Fusionmusiker (85)
- 20. März: Faramarz Aslani, iranischer Sänger, Komponist und Musikproduzent (69)
- 21. März: MC Elloco, brasilianischer Sänger (34)
- 23. März: Daniel Beretta, französischer Komponist, Sänger, Schauspieler und Synchronsprecher (77)
- 23. März: Leszek Długosz, polnischer Komponist, Poet und Schauspieler (82)
- 23. März: Igor Ozim, slowenisch-österreichischer Violinist (92)
- 23. März: Maurizio Pollini, italienischer Pianist (82)
- 24. März: Péter Eötvös, ungarischer Komponist und Dirigent (80)
- 25. März: Humphrey Campbell, niederländischer Sänger (66)
- 25. März: Chris Cross, britischer Musiker (71)
- 25. März: Maurice El Médioni, algerisch-israelischer Pianist und Komponist (95)
- 25. März: David Halfon, israelischer Sänger und Komponist (73)
- 28. März: Wladimir Borissowitsch Feijertag, russischer Jazz-Autor und Promoter (92)
- 28. März: Marian Zazeela, US-amerikanische Malerin, Licht-, Performance- und Installationskünstlerin, Designerin und Musikerin (83)
- 29. März: Gerry Conway, britischer Folk-Schlagzeuger (76)
- 30. März: Casey Benjamin, US-amerikanischer Saxophonist (45)
- 31. März: Joao Henrique Almeida Santos, brasilianisch-mexikanischer Hörfunkmoderator, Musikdozent und Jazzmusiker (70)
- 31. März: Emmett Wright, US-amerikanischer Jazzmusiker (82)
- 00. März: Eric Carmen, US-amerikanischer Musiker (74)
- 00. März: Marion Evans, US-amerikanischer Arrangeur, Orchesterleiter und Filmkomponist (97)
- 00. März: Nick Mulder, australischer Jazzmusiker (Posaune) (≈51)
- 00. März: Félix Sabal-Lecco, französisch-kamerunischer Schlagzeuger (≈65)

### April
- 02. April: Michael Studer, Schweizer Pianist (83)
- 03. April: Tootie Heath, US-amerikanischer Jazz-Schlagzeuger (88)
- 03. April: Kalevi Kiviniemi, finnischer Organist und Komponist (65)
- 03. April: Víctor Uris, spanischer Blues-Mundharmonikaspieler (66)
- 04. April: Gerd Feldhoff, deutscher Opernsänger (92)
- 04. April: Keith LeBlanc, US-amerikanischer Schlagzeuger (69)
- 05. April: Phil Nimmons, kanadischer Jazzpianist (100)
- 05. April: CJ Snare, US-amerikanischer Sänger (64)
- 06. April: Dutty Dior, norwegischer Rapper und Sänger (27)
- 07. April: Michael Boder, deutscher Konzert- und Operndirigent (65)
- 07. April: Clarence Henry, US-amerikanischer R&B-Sänger (87)
- 07. April: Matthias Meyer-Göllner, deutscher Liedermacher (61)
- 07. April: Joe Viera, deutscher Jazz-Saxophonist, Festivalgründer und -leiter (91)
- 08. April: Jon Card, kanadischer Musiker (63)
- 08. April: Konrad Richter, deutscher Pianist, Liedbegleiter, Hochschullehrer und Rektor (88)
- 09. April: Horst Franz, deutscher Festivalveranstalter (60)
- 09. April: Bob Lanese, US-amerikanischer Trompeter (82)
- 09. April: Dieter Rexroth, deutscher Musikwissenschaftler und Dramaturg (83)
- 09. April: Max Werner, niederländischer Sänger und Schlagzeuger (70)
- 10. April: Dan Wallin, US-amerikanischer Tonmeister (97)
- 12. April: Peter Baartmans, niederländischer Pianist und Komponist (64)
- 12. April: Peter Förtig, deutscher Komponist und Musiktheoretiker (90)
- 13. April: Klaus Wolfgang Niemöller, deutscher Musikwissenschaftler (94)
- 13. April: Lorenzo Palomo, spanischer Komponist (86)
- 14. April: Calvin Keys, US-amerikanischer Jazzgitarrist (82)
- 14. April: Ahmed Nekkar, algerischer Sänger, Musiker, Übersetzer, Liedermacher, Schriftsteller, Romanautor, Dramatiker, Dichter und Herausgeber (69)
- 15. April: Topo Gioia, argentinischer Perkussionist (≈72)
- 15. April: Reita, japanischer Musiker (42)
- 15. April: Pooch Tavares, US-amerikanischer Musiker (80)
- 18. April: Dickey Betts, US-amerikanischer Rock-Gitarrist (80)
- 18. April: Steve Kille, US-amerikanischer Bassist (?)
- 18. April: Mandisa, US-amerikanische Sängerin (47)
- 18. April: Larry Page, britischer Musikmanager (86)
- 20. April: Kaj Chydenius, finnischer Komponist (84)
- 20. April: Michael Cuscuna, US-amerikanischer Musikproduzent (75)
- 20. April: Andrew Davis, britischer Dirigent (80)
- 20. April: Josef Laufer, tschechischer Sänger und Schauspieler (84)
- 20. April: Tony Tuff, jamaikanischer Reggaesänger (69)
- 23. April: Claus Jacobi, deutscher Jazzmusiker und Arzt (75)
- 23. April: Samuel Kummer, deutscher Organist (56)
- 24. April: Mike Pinder, britischer Rockmusiker (82)
- 27. April: Jean-Pierre Ferland, kanadischer Singer-Songwriter (89)
- 27. April: Renna Kellaway, britische Pianistin und Musikpädagogin (89)
- 27. April: Jean Musy, französischer Komponist, Arrangeur, Orchesterleiter und Pianist (76)
- 28. April: Les Thimmig, US-amerikanischer Jazzmusiker (Holzblasinstrumente) und Hochschullehrer (81)
- 30. April: Duane Eddy, US-amerikanischer Gitarrist (86)
- 00. April: Wyn Lodwick, walisischer Jazzmusiker (Klarinette) (≈97)

### Mai
- 01. Mai: Richard Maloof, US-amerikanischer Musiker (84)
- 01. Mai: Richard Tandy, britischer Keyboarder (76)
- 02. Mai: Monika Döring, deutsche Musikveranstalterin (87)
- 02. Mai: John Pisano, US-amerikanischer Jazzgitarrist (92)
- 04. Mai: Ken Brader, US-amerikanischer Jazztrompeter (70)
- 04. Mai: Javier Martínez, argentinischer Rock- und Blues-Sänger sowie -Schlagzeuger (78)
- 06. Mai: Bill Holman, US-amerikanischer Jazzmusiker (96)
- 07. Mai: Steve Albini, US-amerikanischer Musiker, Toningenieur, Musikproduzent und Pokerspieler (61)
- 07. Mai: John Charles, neuseeländischer Komponist (83)
- 07. Mai: Phil Wiggins, US-amerikanischer Mundharmonikerspieler (69)
- 07. Mai: Jan Wróblewski, polnischer Jazzmusiker (88)
- 08. Mai: John Barbata, US-amerikanischer Schlagzeuger (79)
- 08. Mai: Giovanna Marini, italienische Liederdichterin und Musikethnologin (87)
- 09. Mai: Dennis Thompson, US-amerikanischer Schlagzeuger (75)
- 09. Mai: William B. Wood, US-amerikanischer Sänger und Molekularbiologe (86)
- 10. Mai: Richard Kurländer, deutscher Musiker (76)
- 11. Mai: Ernst Ehrler, Schweizer Klavierspieler, Sänger und Alleinunterhalter (78)
- 12. Mai: David Sanborn, US-amerikanischer Saxophonist (78)
- 13. Mai: Christian Escoudé, französischer Jazzgitarrist (76)
- 14. Mai: Néstor Astarita, argentinischer Jazz-Schlagzeuger (85)
- 14. Mai: Christian Bärens, deutscher Tänzer (46)
- 14. Mai: Jimmy James, jamaikanischer Soulsänger (84)
- 14. Mai: Ľubica Rybárska, slowakische Opernsängerin und Gesangsprofessorin (65)
- 14. Mai: Claus Schulz, deutscher Tänzer, Choreograph und Ballettmeister (89)
- 15. Mai: Vlastimil Harapes, tschechischer Schauspieler, Balletttänzer, Regisseur und Choreograf (77)
- 15. Mai: John Hawken, britischer Keyboarder (84)
- 15. Mai: Ahmed Piro, marokkanischer Musiker (92)
- 15. Mai: Vinz Vonlanthen, Schweizer Gitarrist (65)
- 16. Mai: Big John Carter, britischer Boogie-Woogie-Pianist (≈66)
- 17. Mai: Jean-Philippe Allard, französischer Musikproduzent (67)
- 17. Mai: Roberta Marrero, spanische Künstlerin, Sängerin und Schauspielerin (52)
- 18. Mai: Willi Brokmeier, deutscher Opernsänger (96)
- 18. Mai: Palle Danielsson, schwedischer Jazzmusiker (77)
- 18. Mai: Frank Ifield, britischer Popsänger (86)
- 18. Mai: John Koerner, US-amerikanischer Sänger, Gitarrist und Songwriter (85)
- 18. Mai: Frank Walton, US-amerikanischer Jazzmusiker (Trompete) (79)
- 18. Mai: Jon Wysocki, US-amerikanischer Schlagzeuger (53)
- 21. Mai: Toño García, kolumbianischer Folkloremusiker (94)
- 21. Mai: Werner Hink, österreichischer Dirigent (81)
- 21. Mai: Jan A. P. Kaczmarek, polnischer Filmkomponist (71)
- 21. Mai: Kiane Zawadi, US-amerikanischer Jazzposaunist (91)
- 24. Mai: Doug Ingle, US-amerikanischer Musiker (78)
- 25. Mai: Reinhold Kubik, österreichischer Musikwissenschaftler, Pianist und Dirigent (82)
- 25. Mai: Richard M. Sherman, US-amerikanischer Komponist und Songwriter (95)
- 27. Mai: Rodger Fox, neuseeländischer Jazzmusiker (71)
- 27. Mai: Francesco Petrozzi, peruanischer Opernsänger und Politiker (62)
- 29. Mai: Andreas Raseghi, deutscher Komponist und Essayist (60)
- 31. Mai: Kátya Tompos, ungarische Schauspielerin und Sängerin (41)

### Juni
- 01. Juni: Ed Mann, US-amerikanischer Vibraphonist, Perkussionist und Komponist (70)
- 02. Juni: Emma Lou Diemer, US-amerikanische Komponistin und Musikpädagogin (96)
- 02. Juni: Colin Gibb, britischer Sänger (70)
- 02. Juni: Janis Paige, US-amerikanische Schauspielerin und Sängerin (101)
- 03. Juni: Brother Marquis, US-amerikanischer Rapper (58)
- 04. Juni: C. Gambino, schwedischer Rapper (26)
- 07. Juni: Rose Marie, nordirische Sängerin (68)
- 07. Juni: Ernstalbrecht Stiebler, deutscher Komponist und Musikjournalist (90)
- 08. Juni: Mark James, US-amerikanischer Songwriter (83)
- 09. Juni: Alex Riel, dänischer Schlagzeuger (83)
- 09. Juni: Sorgenkint, deutscher Techno-DJ (41)
- 10. Juni: Michael Graubart, britischer Komponist, Flötist und Musikpädagoge (93)
- 11. Juni: Enchanting, US-amerikanische Rapperin (26)
- 11. Juni: Françoise Hardy, französische Chansonsängerin, Texterin und Komponistin (80)
- 11. Juni: Axel Kühn, deutscher Jazz-Saxophonist (60)
- 11. Juni: Tony Mordente, US-amerikanischer Schauspieler und Tänzer (88)
- 11. Juni: Eric Tappy, Schweizer Opernsänger (93)
- 11. Juni: Rajeev Taranath, indischer Sarodspieler (91)
- 12. Juni: Johnny Canales, mexikanischer Sänger und Fernsehmoderator (77)
- 12. Juni: Ray Mosca, US-amerikanischer Jazzmusiker (Schlagzeug) (91)
- 12. Juni: Julio Pane, argentinischer Bandoneon-Spieler (76)
- 13. Juni: Angela Bofill, US-amerikanische Sängerin (70)
- 13. Juni: Pepe Guerra, uruguayischer Sänger, Gitarrist und Komponist (79)
- 13. Juni: Skowa, brasilianischer Sänger und Multiinstrumentalist (68)
- 13. Juni: Paul Sperry, US-amerikanischer Sänger (90)
- 14. Juni: Jeremy Tepper, US-amerikanischer Sänger, Musik- und Hörfunkproduzent sowie Journalist (60)
- 16. Juni: Jodie Devos, belgische Opernsängerin (35)
- 16. Juni: Garry Miles, US-amerikanischer Sänger (84)
- 17. Juni: Lonnie Gasperini, US-amerikanischer Jazz-Organist (71)
- 17. Juni: Paul Spencer, britischer Musiker (53)
- 18. Juni: James Chance, US-amerikanischer Saxophonist (71)
- 19. Juni: Chrystian, brasilianischer Sertanejo-Sänger (67)
- 19. Juni: Tom Prasada-Rao, US-amerikanischer Musiker (66)
- 20. Juni: Eberhard Hertel, deutscher Sänger und Volksmusiker (85)
- 21. Juni: James Polk, US-amerikanischer Musiker (83)
- 22. Juni: Hans-Günther Allers, deutscher Komponist (89)
- 23. Juni: Julio Foolio, US-amerikanischer Rapper (26)
- 24. Juni: Shifty Shellshock, US-amerikanischer Musiker (49)
- 25. Juni: Jewel Brown, US-amerikanische Sängerin (86)
- 25. Juni: John DeFrancesco, US-amerikanischer Jazz-Organist (83)
- 25. Juni: Fredl Fesl, deutscher Musiker (76)
- 25. Juni: Norman Shetler, österreichischer Pianist und Puppenspieler (93)
- 26. Juni: Jarmo Sermilä, finnischer Trompeter (84)
- 26. Juni: Ronald Steckel, deutscher Autor, Komponist, Regisseur und Multimediakünstler (79)
- 26. Juni: András Székely, ungarischer Musikwissenschaftler (94)
- 27. Juni: Serge Arcuri, kanadischer Komponist (70)
- 27. Juni: Kinky Friedman, US-amerikanischer Country-Musiker, Schriftsteller und Politiker (79)
- 27. Juni: Alexander Aronowitsch Knaifel, russischer Komponist (80)
- 28. Juni: Bob Chmel, US-amerikanischer Jazz-Schlagzeuger (80)
- 27. Juni: Stefan Werni, deutscher Kontrabassist und Komponist (56)
- 29. Juni: Pierre Bobina, kongolesischer Perkussionist (82)
- 30. Juni: Peter Collins, britischer Musikproduzent (73)
- 00. Juni: Graham Lyons, britischer Musiker (Holzblasinstrumente), Komponist und Arrangeur (≈88)

### Juli
- 01. Juli: Fausto Bordalo Dias, portugiesischer Sänger und Komponist (75)
- 01. Juli: Larry Monroe, US-amerikanischer Jazzmusiker (Saxophon) und Hochschullehrer (≈85)
- 02. Juli: Vladimír Bokes, slowakischer Komponist (78)
- 02. Juli: Tom Fowler, US-amerikanischer Bassist (73)
- 02. Juli: Mike Heslin, US-amerikanischer Schauspieler, Autor, Produzent und Sänger (30)
- 04. Juli: Boris Björn Bagger, deutscher Gitarrist, Komponist, Arrangeur und Dirigent (69)
- 05. Juli: Liana Issakadse, georgische Geigerin und Dirigentin (77)
- 06. Juli: Pino D’Angiò, italienischer Popsänger und -musiker (71)
- 06. Juli: Joe Egan, britischer Singer-Songwriter (77)
- 07. Juli: Yola Poastri, peruanische Kinderanimateurin, Moderatorin, Sängerin und Choreografin (74)
- 07. Juli: Jim Rotondi, US-amerikanischer Jazztrompeter (61)
- 08. Juli: Jeremy Bacon, US-amerikanischer Jazzpianist (≈65)
- 08. Juli: Tadeusz Woźniak, polnischer Musiker, Komponist und Sänger (77)
- 09. Juli: Joe Bonsall, US-amerikanischer Sänger (76)
- 10. Juli: Günther Antesberger, österreichischer Musikwissenschaftler, Komponist, Musiker, Autor, Moderator und Musikredakteur (81)
- 11. Juli: Stanislas Deriemaeker, belgischer Organist und Musikpädagoge (92)
- 13. Juli: Ruth Hesse, deutsche Opern- und Konzertsängerin der Stimmlagen Mezzosopran und Alt (87)
- 13. Juli: Ayres Sasaki, brasilianischer Musiker (35)
- 14. Juli: Sandra Booker, US-amerikanische Jazzsängerin, Autorin und Aktivistin (≈57)
- 14. Juli: Sérgio Cabral, brasilianischer Journalist, Schriftsteller, Schauspieler, Musikkritiker und Komponist (87)
- 14. Juli: R. P. S. Lanrue, deutscher Musiker (74)
- 15. Juli: Édith Lejet, französische Komponistin (82)
- 15. Juli: William MacSems, US-amerikanischer Komponist, Dirigent und Musikpädagoge (93)
- 15. Juli: Tomcraft, deutscher DJ (49)
- 15. Juli: Heather Wood, US-amerikanische Sängerin (79)
- 16. Juli: Benoît Duteurtre, französischer Musikkritiker und Schriftsteller (64)
- 16. Juli: Bernice Johnson Reagon, US-amerikanische Songwriterin, Komponistin und Sozialaktivistin (81)
- 16. Juli: Irène Schweizer, Schweizer Jazz- und Improvisationsmusikerin (83)
- 17. Juli: Alcides Lanza, argentinisch-kanadischer Komponist, Dirigent, Pianist und Musikpädagoge (95)
- 17. Juli: Pinche Peach, US-amerikanischer Sänger (57)
- 19. Juli: Toumani Diabaté, malischer Koraspieler (58)
- 19. Juli: Wilfried Jochims, deutscher Opernsänger (Tenor) und Professor für Gesang (87)
- 19. Juli: Florian Poser, deutscher Jazzmusiker (70)
- 19. Juli: Georg Sava, rumänisch-deutscher Pianist (90)
- 20. Juli: Sandy Posey, US-amerikanische Sängerin (80)
- 20. Juli: Carsten Sabrowski, deutscher Opernsänger (60)
- 21. Juli: Kim Min-ki, südkoreanischer Sänger, Songwriter und Theaterregisseur (73)
- 21. Juli: Evelyn Thomas, US-amerikanische Sängerin (70)
- 21. Juli: Jōji Yuasa, japanischer Komponist (94)
- 22. Juli: Jerzy Artysz, polnischer Sänger (93)
- 22. Juli: Duke Fakir, US-amerikanischer Sänger (88)
- 22. Juli: Elena Mauti Nunziata, italienische Opernsängerin (77)

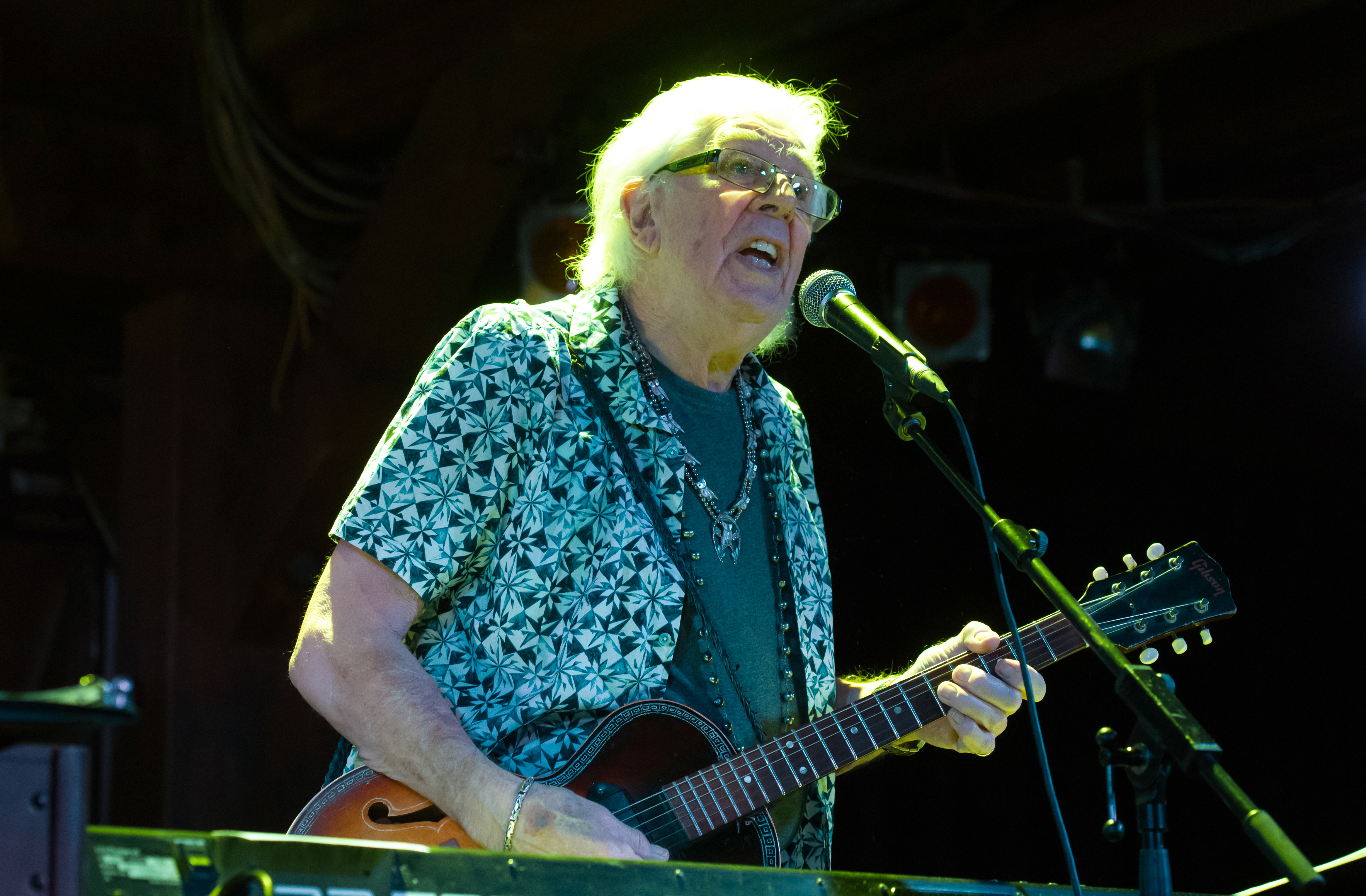
John Mayall; † 22. Juli

- 22. Juli: John Mayall, britischer Musiker (90)
- 23. Juli: Susanne Bard, deutsche Theaterschauspielerin, Hörspielsprecherin, Musicaldarstellerin und Theaterintendantin (61)
- 23. Juli: Richard Crawford, US-amerikanischer Musikhistoriker (89)
- 23. Juli: Hans-Gerhard Hammer, deutscher evangelischer Pfarrer, Komponist und Liedermacher (76)
- 25. Juli: Pascal Danel, französischer Sänger und Komponist (80)
- 25. Juli: Benjamin Luxon, britischer Opernsänger (87)
- 26. Juli: Jason Clark, US-amerikanischer Sänger (49)
- 26. Juli: Kelly Nelon Clark, US-amerikanische Sängerin (64)
- 26. Juli: Amber Nelon Kistler, US-amerikanische Sängerin (35)
- 27. Juli: Oldřich Janota, tschechischer Liedermacher (74)
- 27. Juli: Pawel Michailowitsch Kuschnir, russischer politischer Aktivist und Pianist (39)
- 27. Juli: Mísia, portugiesische Fado-Sängerin (69)
- 27. Juli: Joaquín Oliveros, kubanischer Flötist (78)
- 27. Juli: Wolfgang Rihm, deutscher Komponist und Musikwissenschaftler (72)
- 28. Juli: Chino XL, US-amerikanischer Rapper und Schauspieler (50)
- 28. Juli: Martin Phillipps, neuseeländischer Musiker und Sänger (61)
- 29. Juli: Robert Banas, US-amerikanischer Tänzer und Schauspieler (90)
- 31. Juli: Victoria Eugenia, spanische Tänzerin und Choreografin (91)
- 31. Juli: Ron Johnston, kanadischer Jazzmusiker (Piano) (81)

### August
- 01. August: Jürgen Ahrend, deutscher Orgelbauer (94)
- 02. August: Nikola David, deutscher Opernsänger und Kantor (55)
- 02. August: Alfred Kuhn, deutscher Opernsänger (86)
- 03. August: Shaun Martin, US-amerikanischer Gospel- und Fusionmusiker (45)
- 03. August: Antonio Meneses, brasilianischer Cellist (66)
- 03. August: Pedro Soler, französischer Gitarrist (86)
- 04. August: Miguel Ángel Gómez Martínez, spanischer Komponist und Dirigent (74)
- 04. August: Sigurd Hilkenbach, deutscher Sänger, Musikredakteur und Verkehrshistoriker (93)
- 04. August: Slavko Pervan, jugoslawischer Balletttänzer und -choreograph (88)
- 05. August: Bobby Routch, US-amerikanischer Hornist (75)
- 05. August: Maurice Williams, US-amerikanischer Sänger und Pianist (86)
- 06. August: Christof Nel, deutscher Theater- und Opernregisseur (80)
- 08. August: Jack Mouse, US-amerikanischer Jazzmusiker (Schlagzeug, Komponist) (78)
- 09. August: Maryvonne Le Dizès, französische Geigerin und Hochschullehrerin (84)
- 10. August: Celestina Casapietra, italienische Opernsängerin (84)
- 10. August: Steve Davislim, australischer Opernsänger (57)
- 11. August: Laura Littardi, italienische Jazzmusikerin (Gesang, Komposition) (64)
- 11. August: Zhang Xiuyun, taiwanische Yuju-Operndarstellerin und Schauspielerin (100)
- 13. August: Greg Kihn, US-amerikanischer Musiker und Schriftsteller (75)
- 13. August: Heiner Kondschak, deutscher Musiker, Schauspieler und Theaterregisseur (69)
- 13. August: Giorgos Leotsakos, griechischer Musikwissenschaftler und -kritiker (89)
- 15. August: Jack Russell, US-amerikanischer Musiker und Sänger (63)
- 16. August: Joep van Leeuwen, niederländischer Jazzgitarrist (68)
- 16. August: Tore Ylwizaker, norwegischer Musiker (54)
- 23. August: André Gouzes, französischer Kirchenmusiker (81)
- 23. August: Russell Malone, US-amerikanischer Gitarrist (60)
- 23. August: Catherine Ribeiro, französische Sängerin und Schauspielerin (82)
- 24. August: Siegfried Lorenz, deutscher Opern-, Oratorien- und Liedsänger (Bariton) (78)
- 26. August: Alexander Goehr, britischer Komponist (92)
- 27. August: Makaya Ntshoko, südafrikanischer Jazzmusiker (84)
- 28. August: George French, US-amerikanischer R&B- und Jazzmusiker (80)
- 29. August: Miroslav Bázlik, slowakischer Komponist, Pianist, Pädagoge und Mathematiker (93)
- 29. August: Lutz Künzel, deutscher Musiker, Komponist, Textdichter und Arrangeur (72)
- 30. August: Fatman Scoop, US-amerikanischer Hip-Hop-Produzent, Rapper und Radiomoderator (53)
- 00. August: Rajko Maksimović, jugoslawischer bzw. serbischer Komponist (89)
- 00. August: Umberto Marcato, italienischer Schlagersänger (94)
- 00. August: Peter Rabenalt, deutscher Filmkomponist (87)

### September
- 01. September: Davor Kajfeš, schwedisch-kroatischer Jazzmusiker (89)
- 02. September: James Darren, US-amerikanischer Schauspieler, Regisseur und Sänger (88)
- 03. September: Peter Kubik, österreichischer Gitarrist (49)
- 04. September: Bora Đorđević, jugoslawischer Rockmusiker (73)
- 05. September: Herbie Flowers, britischer Rockmusiker (86)
- 05. September: Martin France, britischer Jazzmusiker (60)
- 05. September: Sérgio Mendes, brasilianischer Pianist und Arrangeur (83)
- 05. September: Maarten van Norden, niederländischer Saxophonist und Komponist (68)
- 05. September: Rich Homie Quan, US-amerikanischer Rapper (34)
- 05. September: Władysław Słowiński, polnischer Komponist und Dirigent (94)
- 06. September: Lucine Amara, US-amerikanische Opernsängerin (99)
- 06. September: Will Jennings, US-amerikanischer Songwriter (80)
- 06. September: Joachim Kuntzsch, deutscher Komponist, Pianist und -sänger (79)
- 07. September: Dan Morgenstern, US-amerikanischer Jazzhistoriker und -kritiker (94)
- 08. September: Ladislav Chvalkovský, tschechischer Rock-Bassist und -sänger (80)
- 08. September: Lutz Kowalewski, deutscher Musiker (64)
- 08. September: Zoot Money, britischer Blues- und Rockmusiker (82)
- 09. September: Caterina Valente, italienische Sängerin, Tänzerin, Gitarristin, Schauspielerin und Entertainerin (93)
- 10. September: Frankie Beverly, US-amerikanischer Soul- und Funkmusiker (77)
- 10. September: Michaela DePrince, sierra-leonisch-US-amerikanische Balletttänzerin (29)
- 10. September: Arthur Edgehill, US-amerikanischer Jazzmusiker (Schlagzeug) (98)
- 11. September: Vesna Butorac, jugoslawische Balletttänzerin (81)
- 12. September: Olaf Kübler, deutscher Jazzmusiker (87)
- 13. September: Tommy Cash, US-amerikanischer Country-Sänger und Musiker (84)
- 15. September: Tito Jackson, US-amerikanischer Sänger und Gitarrist (70)
- 15. September: Roli Mosimann, schweizerisch-US-amerikanischer Schlagzeuger und Musikproduzent (68)
- 16. September: Peter Brenner, deutscher Theaterintendant, Opernregisseur und -übersetzer (94)
- 16. September: Rolf Kuhnert, deutscher Pianist und Komponist (92)
- 17. September: Evin Aghassi, assyrischer Sänger (≈79)
- 17. September: Tony Haynes, britischer Jazz- und Theatermusiker (83)
- 17. September: Rise Kagona, simbabwischer Musiker (62)
- 17. September: Franz Lörch, deutscher Organist (88)
- 17. September: J. D. Souther, US-amerikanischer Countryrock-Musiker, Singer-Songwriter und Schauspieler (78)
- 18. September: Juan Brujo, US-amerikanischer Sänger (61)
- 18. September: Nick Gravenites, US-amerikanischer Sänger, Songschreiber und Produzent (85)
- 18. September: Zulya Kamalova, russisch-australische Sängerin (55)
- 20. September: Kim Richmond, US-amerikanischer Jazzmusiker (84)
- 20. September: Sayuri, japanische Singer-Songwriterin (28)
- 20. September: Cleo Sylvestre, britische Schauspielerin und Musikerin (79)
- 21. September: Benny Golson, US-amerikanischer Jazzsaxophonist, -komponist und -arrangeur (95)
- 22. September: Paul „Cripple“ Bakija, US-amerikanischer Punk-Gitarrist (≈59)
- 22. September: Achim Szepanski, deutscher Labelbetreiber und Schriftsteller (67)
- 26. September: Willem van Manen, niederländischer Jazz-Posaunist (84)
- 27. September: John McNeil, US-amerikanischer Jazztrompeter (76)
- 27. September: Pit Passarell, argentinisch-brasilianischer Metal-Bassist und -Sänger (56)
- 28. September: Kris Kristofferson, US-amerikanischer Country-Sänger, Songwriter und Schauspieler (88)
- 29. September: Martin Lee, britischer Sänger (77)
- 29. September: Stojka Milanowa, bulgarische Violinistin und Musikpädagogin (79)
- 29. September: Rohan de Saram, britischer Cellist (85)
- 30. September: Gavin Creel, US-amerikanischer Schauspieler und Sänger (48)
- 30. September: Ken Page, US-amerikanischer Schauspieler und Sänger (70)
- 00. September: Steve Dweck, US-amerikanischer Musiker (Schlagzeug) und Psychologe (97)

### Oktober
- 01. Oktober: Wjatscheslaw Dobrynin, sowjetischer bzw. russischer Komponist und Sänger (78)
- 01. Oktober: Leo Langer, deutscher Kirchenmusiker (72)
- 02. Oktober: Pablo Nahar, surinamischer Jazzmusiker (72)
- 03. Oktober: Terje Bjørklund, norwegischer Komponist und Jazzpianist (79)
- 03. Oktober: Lilibert, luxemburgisch-deutsche Schlagertexterin (100)
- 03. Oktober: Gottfried Pilz, österreichischer Bühnen- und Kostümbildner sowie Opernregisseur (80)
- 03. Oktober: Marta Valdés, kubanische Komponistin, Sängerin, Gitarristin und Musikkritikerin (90)
- 04. Oktober: Takeshi Inomata, japanischer Schlagzeuger (88)
- 05. Oktober: Mimis Plessas, griechischer Komponist und Pianist (99)
- 06. Oktober: Dominic Cossa, US-amerikanischer Opernsänger und Hochschullehrer (89)
- 06. Oktober: Johnny Neel, US-amerikanischer Sänger, Songwriter und Musiker (70)
- 07. Oktober: Amaury du Closel, französischer Komponist und Orchesterleiter (68)
- 07. Oktober: Hans van Hemert, niederländischer Komponist und Musikproduzent (79)
- 07. Oktober: Cissy Houston, US-amerikanische Sängerin (91)
- 08. Oktober: Jorge Arriagada, chilenischer Komponist (81)
- 09. Oktober: Tony Jagitsch, österreichischer Jazzmusiker (76)
- 09. Oktober: Leif Segerstam, finnischer Komponist und Dirigent (80)
- 10. Oktober: Adam Abeshouse, US-amerikanischer Musikproduzent (63)
- 10. Oktober: Lizzy Aumeier, deutsche Kontrabassistin und Musikkabarettistin (60)
- 10. Oktober: Doug Sides, US-amerikanischer Jazz-Schlagzeuger (82)
- 10. Oktober: El Taiger, kubanischer Reggaeton-Musiker (37)
- 12. Oktober: Jackmaster, schottischer House-DJ (38)
- 12. Oktober: Ka, US-amerikanischer Hip-Hop-Musiker und Produzent (52)
- 13. Oktober: Libby Titus, US-amerikanische Sängerin und Songwriterin (77)
- 14. Oktober: Willi Girmes, deutscher Sänger und Entertainer (68)
- 15. Oktober: Mario Feurer, Schweizer Musiker und Komponist (82)
- 16. Oktober: Liam Payne, britischer Sänger und Songwriter (31)
- 16. Oktober: Christian Martin Schmidt, deutscher Musikwissenschaftler (82)
- 17. Oktober: Mitzi Gaynor, US-amerikanische Schauspielerin, Sängerin und Tänzerin (93)
- 20. Oktober: Barbara Dane, US-amerikanische Musikerin, Musikproduzentin und Aktivistin (97)
- 20. Oktober: Janusz Olejniczak, polnischer Pianist (72)
- 21. Oktober: Paul Di’Anno, britischer Heavy-Metal-Sänger (66)
- 21. Oktober: Barbara Kolb, US-amerikanische Komponistin (85)
- 22. Oktober: Claire Daly, US-amerikanische Saxophonistin und Komponistin (66)
- 22. Oktober: Jan W. Morthenson, schwedischer Komponist und Musiker (84)
- 23. Oktober: Mirjana Irosch, jugoslawisch-österreichische Sängerin (84)
- 23. Oktober: Jack Jones, US-amerikanischer Sänger (86)
- 23. Oktober: David Qualey, US-amerikanischer Gitarrist und Komponist (76)
- 24. Oktober: Clark Kent, US-amerikanischer DJ und Produzent (58)
- 24. Oktober: Eli Newberger, US-amerikanischer Kinderarzt und Jazzmusiker (83)
- 24. Oktober: Marco Paulo, portugiesischer Popsänger (79)
- 25. Oktober: Jo Bohnsack, deutscher Musiker (64)
- 25. Oktober: Phil Lesh, US-amerikanischer Bassist und Komponist (84)
- 26. Oktober: Thomas Gramuglia, US-amerikanischer Musikproduzent (74)
- 26. Oktober: Ustad Tafu, pakistanischer Tabla-Spieler (79)
- 28. Oktober: Manuel Mirabal, kubanischer Trompeter (91)
- 30. Oktober: Erik Clausen, dänischer Schauspieler, Regisseur, Musiker und Drehbuchautor (82)
- 30. Oktober: Arthur Moreira Lima, brasilianischer Pianist (84)

### November
- 02. November: Hans Schneider, deutscher Jazz- und Improvisationsmusiker (≈73)
- 02. November: Dave Tomlin, britischer Jazz- und Fusion-Musiker (Saxophone, Geige) (≈90)
- 03. November: Quincy Jones, US-amerikanischer Musikproduzent, Komponist, Jazztrompeter, Arrangeur und Bandleader (91)
- 05. November: Christian Bunners, deutscher Theologe und Musikwissenschaftler (90)
- 05. November: Sharda Sinha, indische Volkssängerin (72)
- 06. November: Daniel Spoerri, schweizerisch-rumänischer bildender Künstler, Tänzer und Regisseur (94)
- 07. November: Roy Cansdale, britischer Jazzmusiker (Bass, Gitarre) (80)
- 07. November: Ivica Krajač, jugoslawischer Musiker (86)
- 08. November: George Bohanon, US-amerikanischer Jazzposaunist (87)
- 08. November: Ricky Shayne, französisch-libanesischer Schlagersänger (80)
- 09. November: Lou Donaldson, US-amerikanischer Saxophonist, Bandleader und Komponist (98)
- 09. November: Judith Jamison, US-amerikanische Tänzerin und Choreographin (81)
- 09. November: Ella Jenkins, US-amerikanische Musikerin (100)
- 09. November: Ram Narayan, indischer Musiker (96)
- 10. November: Pepe Justicia, spanischer Gitarrist (64)
- 10. November: Jacky Milliet, Schweizer Jazzmusiker (92)
- 12. November: Agnes Buen Garnås, norwegische Sängerin (78)
- 12. November: Roy Haynes, US-amerikanischer Jazz-Schlagzeuger (99)
- 13. November: Barry Jordan, südafrikanischer Kirchenmusiker (66)
- 13. November: Shel Talmy, US-amerikanischer Musikproduzent (87)
- 14. November: Dennis Bryon, britischer Schlagzeuger (75)
- 14. November: Vic Flick, britischer Gitarrist (87)
- 14. November: Peter Sinfield, britischer Lyriker, Songtexter, Sänger und Musikproduzent (80)
- 15. November: Romualds Kalsons, sowjetischer bzw. lettischer Komponist und Dirigent (88)
- 15. November: Eileen Kramer, australische Tänzerin, Choreographin und Künstlerin (110)
- 15. November: Frank Schäffer, deutscher Fußballspieler und Sänger (72)
- 16. November: Dejan Despić, jugoslawischer bzw. serbischer Komponist, Autor, Musiktheoretiker und Pädagoge (94)
- 16. November: Wladimir Schkljarow, russischer Balletttänzer (39)
- 16. November: Gerry Weil, österreichisch-venezolanischer Jazzpianist, -komponist und -pädagoge (85)
- 16. November: Josef Zilch, deutscher Dirigent und Komponist (96)
- 18. November: Odile Bailleux, französische Cembalistin und Organistin (84)
- 18. November: Jordi Bonell, spanischer Gitarrist und Komponist (66)
- 18. November: Charles Dumont, französischer Komponist (95)
- 18. November: Karl Kohn, US-amerikanischer Komponist, Pianist und Musikpädagoge (98)
- 18. November: Bjørn Müller, norwegischer Sänger (64)
- 18. November: György Pauk, ungarischer Violinist (88)
- 18. November: Colin Petersen, australischer Schauspieler und Musiker (78)
- 18. November: Enriqueta Tarrés, spanische Opernsängerin (90)
- 19. November: Cesare Bonizzi, italienischer Mönch und Sänger (78)
- 19. November: Reggie Gibson, US-amerikanischer Rapper und Produzent (54)
- 21. November: Joël Prévost, französischer Chansonsänger (74)
- 22. November: Michael Brammann, deutscher Tonmeister (77)
- 23. November: Valérie Duchâteau, französische Gitarristin (59)
- 23. November: Moritz Fuhrhop, deutscher Blues-Organist (44)
- 24. November: Helen Gallagher, US-amerikanische Schauspielerin, Tänzerin und Sängerin (98)
- 24. November: Lilly Scheuermann, österreichische Balletttänzerin (79)
- 24. November: Siegfried Thiele, deutscher Komponist und Hochschulrektor (90)
- 25. November: Earl Holliman, US-amerikanischer Schauspieler, Tierschützer und Sänger (96)
- 26. November: Anders Widmark, schwedischer Jazzmusiker (61)
- 27. November: Artt Frank, US-amerikanischer Jazzmusiker und Autor (91)
- 27. November: Leonor González Mina, kolumbianische Sängerin, Schauspielerin und Folkloristin (90)
- 28. November: Marc Seaberg, deutscher Schlagersänger (78)
- 29. November: Marshall Brickman, US-amerikanischer Drehbuchautor, Filmregisseur und Musiker (83)
- 30. November: Steve Alaimo, US-amerikanischer Popsänger und Schallplatten-Produzent (84)
- 30. November: Hans Hammerschmid, österreichischer Komponist (94)
- 30. November: Ulrich Olshausen, deutscher Jazzjournalist und Musikproduzent (91)
- 30. November: Günter Saalmann, deutscher Schriftsteller und Musiker (88)

### Dezember
- 01. Dezember: Frank Kirchner, deutscher Jazzsaxophonist (63)
- 02. Dezember: Liu Chia-Chang, taiwanesischer Sänger, Songschreiber, Drehbuchautor und Regisseur (81)
- 02. Dezember: Marvin Laird, US-amerikanischer Komponist (85)
- 02. Dezember: Marlos Nobre, brasilianischer Komponist (85)
- 03. Dezember: Phil Della Penna, US-amerikanischer Jazzmusiker (Piano, Arrangement) (100)
- 04. Dezember: Alfred Rinderspacher, deutscher Fagottist (88)
- 05. Dezember: Christel Bodenstein, deutsche Schauspielerin, Chansonsängerin, Theaterregisseurin und Regieassistentin (86)
- 05. Dezember: Jón Nordal, isländischer Pianist und Komponist (98)
- 06. Dezember: Dickie Rock, irischer Sänger (88)
- 07. Dezember: Stefan Trenner, deutscher Kirchenmusiker und Komponist (57)
- 08. Dezember: Elizabeth Bainbridge, britische Opernsängerin (94)
- 09. Dezember: Thomas Hertel, deutscher Komponist (73)
- 09. Dezember: Axel Schmidt, deutscher Englischhornist und Oboist (84)
- 09. Dezember: Paul Vernon, britischer Bluesexperte, Schallplattensammler und -händler, Gründer und Herausgeber von Zeitschriften und Autor (75)
- 10. Dezember: Herb Robertson, US-amerikanischer Jazztrompeter (73)
- 11. Dezember: Corinne Allal, israelische Rockmusikerin und Musikproduzentin (69)
- 11. Dezember: Michio Mamiya, japanischer Komponist (95)
- 12. Dezember: Jeanne Bamberger, US-amerikanische Musikpädagogin (100)
- 12. Dezember: Martial Solal, französischer Jazzmusiker (97)
- 12. Dezember: Veit F. Stauffer, Schweizer Schallplattenverkäufer und Konzertveranstalter (65)
- 13. Dezember: Derek Ansell, britischer Autor und Jazzkritiker (90)
- 14. Dezember: Nöggi, Schweizer Sänger und Conférencier (78)
- 15. Dezember: John „Prince“ Gilbert, US-amerikanischer Saxophonist (≈59)
- 15. Dezember: Zakir Hussain, indischer Tabla-Spieler (73)
- 16. Dezember: Danny Bacher, US-amerikanischer Jazzmusiker und Comedian (48)
- 17. Dezember: Alfa Anderson, US-amerikanische Sängerin (77)
- 17. Dezember: Marcel Marnat, französischer Musikwissenschaftler und Journalist (91)
- 18. Dezember: Slim Dunlap, US-amerikanischer Gitarrist (73)
- 18. Dezember: Sigrid Kehl, deutsche Opernsängerin (95)
- 18. Dezember: Steve Lewinson, britischer Bassist (60)
- 18. Dezember: Heikki Silvennoinen, finnischer Schauspieler, Drehbuchautor, Gitarrist, Sänger und Songwriter (70)
- 19. Dezember: Godehard Joppich, deutscher Theologe, Kantor und Professor (92)
- 19. Dezember: Marcello Rosa, italienischer Jazzmusiker (89)
- 20. Dezember: Casey Chaos, US-amerikanischer Musiker (59)
- 20. Dezember: Sugar Pie DeSanto, US-amerikanische Sängerin (89)
- 20. Dezember: Helena Zeťová, tschechische Sängerin (44)
- 23. Dezember: Gerardo Guevara, ecuadorianischer Komponist (94)
- 23. Dezember: Maria Jonas, deutsche Mezzosopranistin (67)
- 23. Dezember: Regina Sarfaty, US-amerikanische Opernsängerin (90)
- 24. Dezember: Richard Perry, US-amerikanischer Musikproduzent (82)
- 26. Dezember: OG Maco, US-amerikanischer Rapper (32)
- 28. Dezember: Lars Martin Myhre, norwegischer Musiker (68)
- 28. Dezember: Barre Phillips, US-amerikanischer Kontrabassist (90)
- 29. Dezember: Eric Carlson alias „Sickie Wifebeater“, US-amerikanischer Musiker (66)
- 29. Dezember: Linda Lavin, US-amerikanische Sängerin und Schauspielerin (87)
- 29. Dezember: Dada Masilo, südafrikanische Tänzerin und Choreografin (39)
- 30. Dezember: Bob Bertles, australischer Jazzmusiker (85)
- 30. Dezember: Loretta Di Franco, US-amerikanische Opernsängerin (82)
- 30. Dezember: Joe Grech, maltesischer Sänger und Komponist (90)
- 31. Dezember: Tom Johnson, US-amerikanischer Komponist und Musikkritiker (85)
- 31. Dezember: Johnnie Walker, britischer Hörfunkmoderator und DJ (79)

### Genaues Todesdatum unbekannt
- Lando Bartolini, italienischer Opernsänger (87)
- Charlie Colin, US-amerikanischer Bassist (58)
- Gary Floyd, US-amerikanischer Punksänger (71)
- Kenny Hyslop, britischer Schlagzeuger (73)
- Peter Jarolin, österreichischer Musik- und Theaterkritiker (≈53)
- Selami Karaibrahimgil, türkischer Popmusiker (80)
- José Mauro, brasilianischer Sänger und Komponist (75)
- Miho Nakayama, japanische Sängerin, Schauspielerin und Musikerin (54)
- Falko Ochsenknecht, deutscher Schauspieler und Schlagersänger (≈40)
- Slavka Taskova Paoletti, bulgarisch-italienische Pianistin und Opernsängerin (87)
- Martin Phillipps, neuseeländischer Musiker und Sänger (61)
- Alastair Robertson, britischer Musikproduzent (83)
- John Sykes, britischer Rock-Gitarrist (≈65)
- Emre Tukur, türkischer Musiker (55)